# Freyming-Merlebach
Freyming-Merlebach [fʁɛmɛ̃ mɛʁləbak] est une commune française, située dans le département de la Moselle, en région Grand Est. Elle est localisée dans la région naturelle du Warndt et le bassin de vie de la Moselle-Est.
Ses habitants sont appelés les Freymingeois ou les Merlebachois ou — plus rarement — les Freyming-Merlebachois.

## Géographie

### Localisation
La commune se trouve à proximité de Sarrebruck en Allemagne (25 min), de Metz (40 min), de Nancy (1 h) et de Strasbourg (1 h), le tout par l’autoroute.
Elle est frontalière directe de l'Allemagne et est à proximité immédiate des autoroutes  A4 et A330.

### Communes limitrophes
Les communes limitrophes françaises sont : Cocheren, Saint-Avold, Betting, Hombourg-Haut, Béning-lès-Saint-Avold et L'Hôpital.
Les communes limitrophes allemandes sont : Großrosseln et Völklingen.
| Völklingen (Allemagne) |                    | Großrosseln (Allemagne) |
| Saint-Avold            | Freyming-Merlebach |                         |
| Hombourg-Haut          | Betting            | Cocheren                |

### Géologie, relief et hydrographie

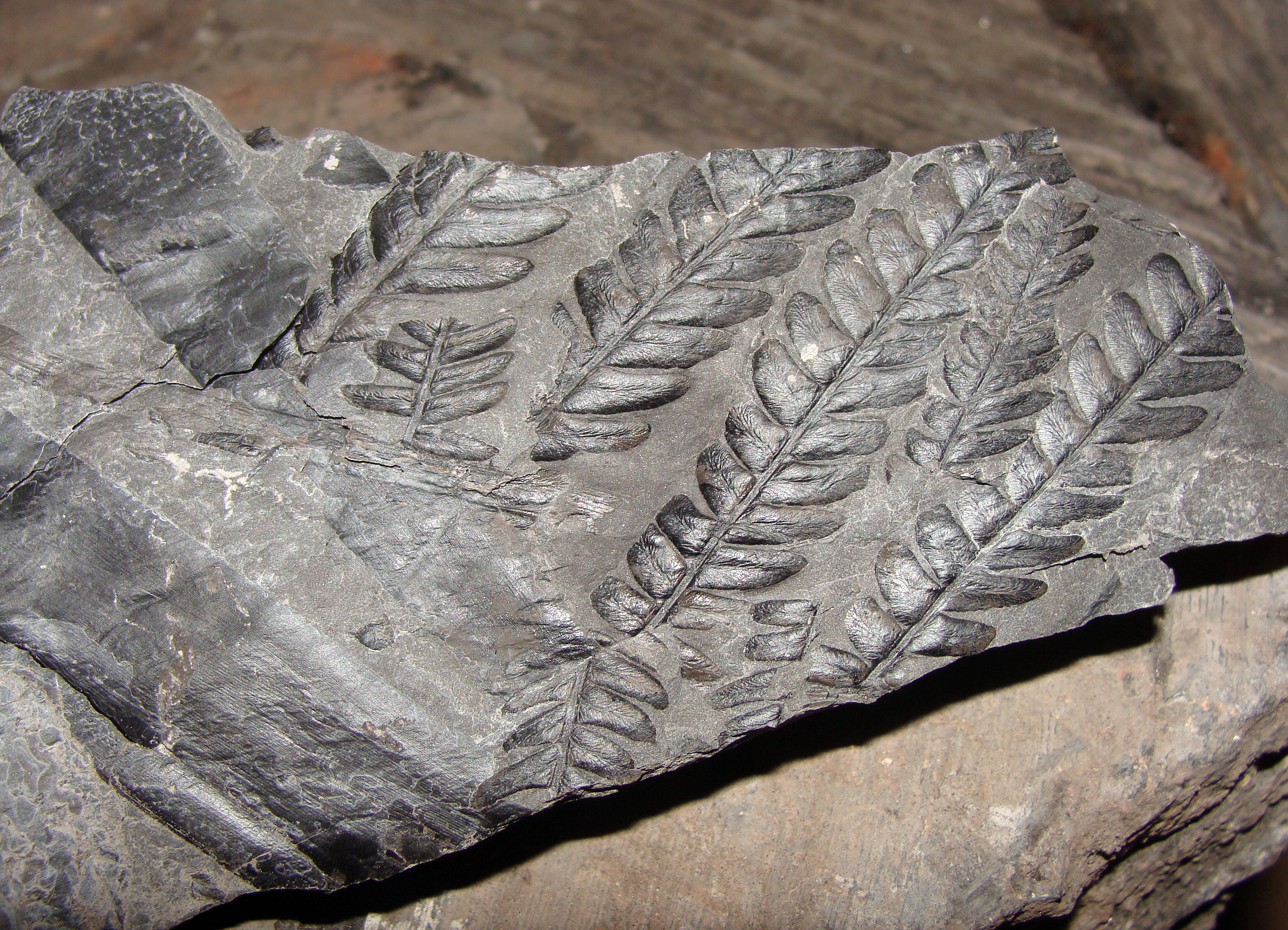
Schistes carbonifères.

Le sol de la commune est sablonneux, résultant de l’altération de grès bigarrés  d'épaisseur variable (grès du Trias inférieur) qui recouvrent de profondes couches charbonneuses autrefois exploitées. D'anciens terrils de schistes et de roches carbonifères altérées en témoignent, ainsi que d'anciennes carrières de sable et de grès (carrière Barrois). Les vallées sont formées d'alluvions anciens et récents. On y observe de petits dépôts tourbeux.
Les grès se présentent sous forme de grès siliceux friables, de teinte jaunâtre à rouge, formés de grains de quartz roulés, autrefois utilisés pour les travaux de construction ou l'industrie verrière locale. Ils renferment une importante proportion d'oxydes de fer, parfois réunis sous forme de plaquettes de limonite. On y observe aussi des nodules d'oxyde de manganèse. Ces grès renferment parfois de petits galets de quartz et quartzites et de petites lentilles d'argile rouge. Sur les hauteurs de Freyming-Merlebach se dresse un mégalithe de grès appelé le Wieselstein.
Ces caractéristiques géologiques confèrent aux roches et à la terre de Freyming-Merlebach une couleur ocre à rouge.
Trois cours d'eau passent à Freyming-Merlebach : la Rosselle, la Merle (ruisseau) et l'un de ses affluents, le Doerrenbach (ruisseau).

#### La Rosselle
La Rosselle est une rivière française et allemande qui coule dans le département de la Moselle en France et dans le land de Sarre en Allemagne. C'est un affluent de la Sarre, donc un sous-affluent du Rhin par la Moselle. Elle passe par Freyming-Merlebach.

#### La Merle
La Merle parfois appelée le Merle, est un ruisseau français qui coule dans le département de la Moselle en France. C'est un affluent gauche de la Rosselle, donc un sous-affluent du Rhin par la Sarre et la Moselle. Le ruisseau Merle (Merlenbach) a donné son nom à la localité de Merlebach, aujourd'hui réunie à Freyming sous le nom de Freyming-Merlebach. La vallée de la Merle est également appelée la vallée du charbon en raison de l'empreinte de l'exploitation du charbon lorrain sur la vallée.

#### Le Doerrenbach

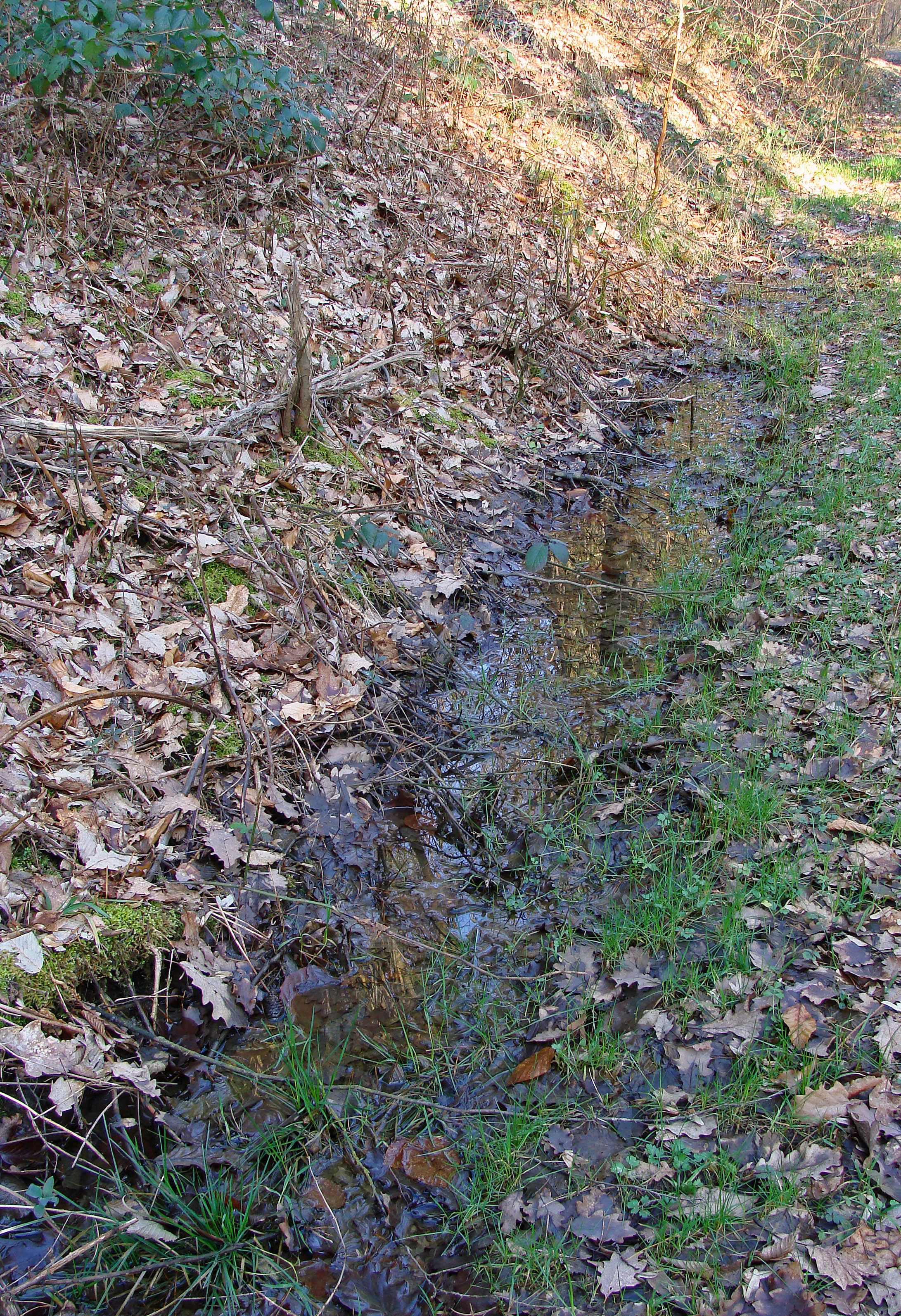
Le ruisseau du Doerrenbach.

À l'ouest de Freyming-Merlebach, le petit ruisseau du Doerrenbach ou Dörrbach prend ses sources en Allemagne, dans la forêt de  Karlsbrunn (une des forêts du Warndt) en contrebas de la L277, à l’est de la bourgade de Lauterbach (commune de Völklingen), et en France, dans la forêt située sous la cité La Colline de L'Hôpital (Moselle) à hauteur de la carrière Barrois. On signale sur le cours du Doerrenbach un ancien étang disparu qui alimentait les forges de Sainte-Fontaine. Le Doerrenbach s'écoule par intermittence dans les plans d'eau de la carrière Barrois. La confluence en rive gauche de la Merle (ruisseau) s'effectue sur la commune de Freyming-Merlebach, à 220 m d'atitude au sortir de la carrière Barrois.

### Hydrographie

#### Réseau hydrographique
La commune est située dans le bassin versant du Rhin au sein du bassin Rhin-Meuse. Elle est drainée par la Rosselle et le ruisseau le Merle.
La Rosselle, d'une longueur totale de 32,8 km, prend sa source dans la commune de Boucheporn traverse treize communes françaises puis, au-delà de Petite-Rosselle, poursuit son cours en Allemagne où elle se jette dans la Sarre.

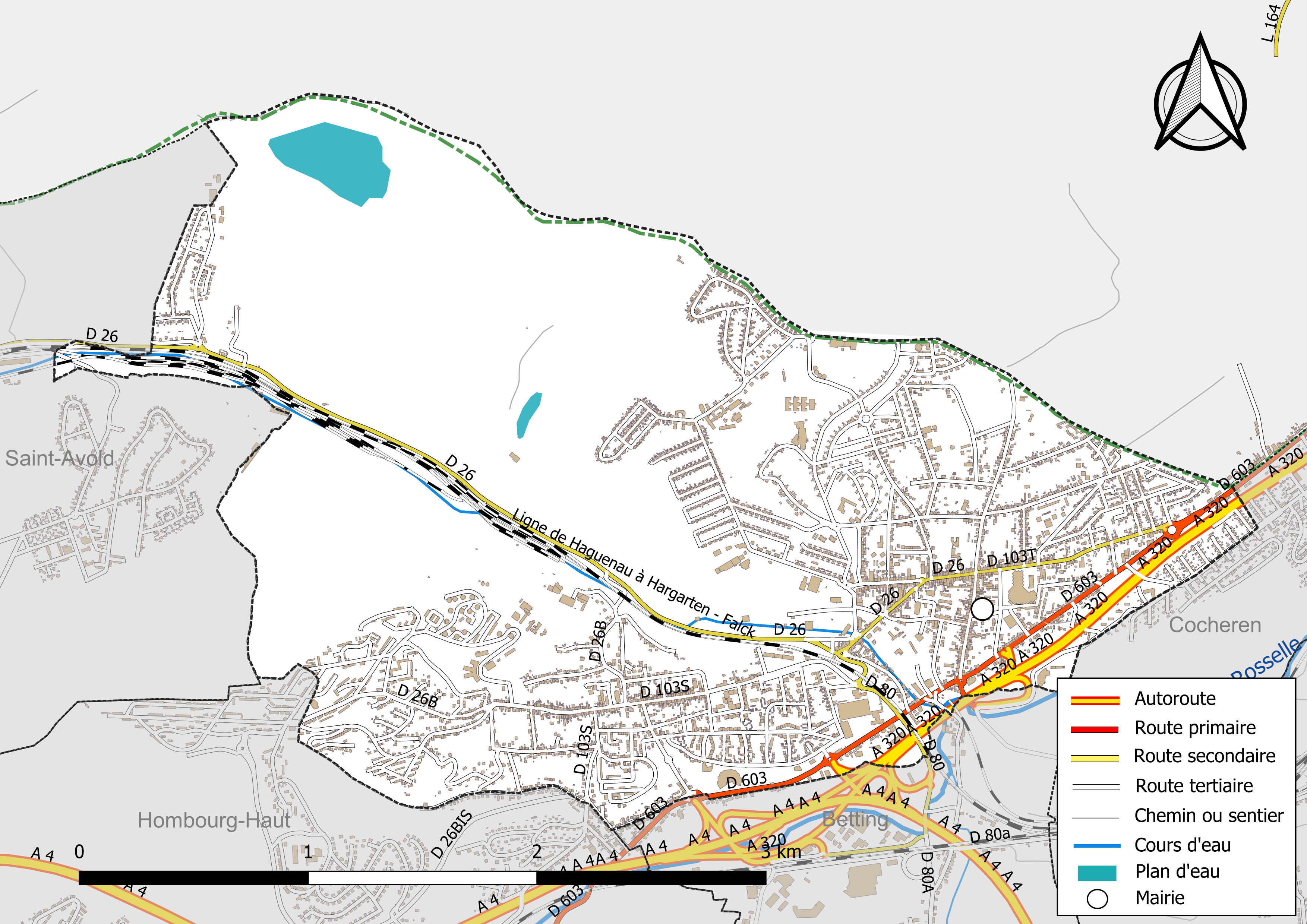
Réseaux hydrographique et routier de Freyming-Merlebach.

#### Gestion et qualité des eaux
Le territoire communal est couvert par le schéma d'aménagement et de gestion des eaux (SAGE) « Bassin Houiller ». Ce document de planification, dont le territoire est approximativement délimité par un triangle formé par les villes de Creutzwald, Faulquemont et Forbach, d'une superficie de 576 km2, a été approuvé le 27 octobre 2017.
Le territoire du SAGE correspond au Bassin Houiller car ce dernier a une identité propre, différent des territoires l'entourant. En effet, le Bassin Houiller se démarque par sa nappe (nappe des grès) et à son sous-sol.
La structure porteuse de l'élaboration et de la mise en œuvre est la région Grand Est. Il définit sur son territoire les objectifs généraux d’utilisation, de mise en valeur et de protection quantitative et qualitative des ressources en eau superficielle et souterraine, en respect des objectifs de qualité définis dans le SDAGE  du Bassin Rhin-Meuse.
La qualité des eaux des principaux cours d’eau de la commune, notamment du ruisseau la Rosselle, peut être consultée sur un site dédié géré par les agences de l’eau et l’Agence française pour la biodiversité.
La station d'épuration de la Communauté de Communes de Freyming-Merlebach se situe sur le ban de Cocheren.

### Climat
Pour des articles plus généraux, voir Climat du Grand Est et Climat de la Moselle.
En 2010, le climat de la commune est de type climat des marges montargnardes, selon une étude du Centre national de la recherche scientifique s'appuyant sur une série de données couvrant la période 1971-2000. En 2020, Météo-France publie une typologie des climats de la France métropolitaine dans laquelle la commune est exposée à un climat semi-continental et est dans la région climatique  Lorraine, plateau de Langres, Morvan, caractérisée par un hiver rude (1,5 °C), des vents modérés et des brouillards fréquents en automne et hiver. 
Pour la période 1971-2000, la température annuelle moyenne est de 9,8 °C, avec une amplitude thermique annuelle de 17,2 °C. Le cumul annuel moyen de précipitations est de 835 mm, avec 11,4 jours de précipitations en janvier et 9,4 jours en juillet. Pour la période 1991-2020, la température moyenne annuelle observée sur la station météorologique de Météo-France la plus proche, « Seingbouse », sur la commune de Seingbouse à 4 km à vol d'oiseau, est de 10,5 °C et le cumul annuel moyen de précipitations est de 731,4 mm. 
La température maximale relevée sur cette station est de 37,9 °C, atteinte le 25 juillet 2019 ; la température minimale est de −17 °C, atteinte le 20 décembre 2009,,. 
| Mois                                  | jan.           | fév.           | mars           | avril         | mai           | juin          | jui.          | août          | sep.          | oct.          | nov.          | déc.          | année     |
| ------------------------------------- | -------------- | -------------- | -------------- | ------------- | ------------- | ------------- | ------------- | ------------- | ------------- | ------------- | ------------- | ------------- | --------- |
| Température minimale moyenne (°C)     | −0,4           | −0,2           | 2,2            | 5,9           | 9,1           | 12,6          | 14,6          | 14,2          | 10,8          | 7,4           | 3,6           | 0,5           | 6,7       |
| Température moyenne (°C)              | 1,8            | 2,6            | 6,1            | 10,7          | 13,8          | 17,6          | 19,7          | 19,1          | 15,4          | 10,9          | 6             | 2,7           | 10,5      |
| Température maximale moyenne (°C)     | 4              | 5,4            | 10             | 15,5          | 18,6          | 22,5          | 24,7          | 24            | 20            | 14,4          | 8,5           | 4,8           | 14,4      |
| Record de froid (°C) date du record   | −12,3 07.01.09 | −15,3 07.02.12 | −12,4 01.03.05 | −3,4 04.04.22 | −0,3 05.05.19 | 3,9 08.06.05  | 7,4 31.07.15  | 5,8 26.08.18  | 3,1 30.09.22  | −5,2 29.10.12 | −5,8 30.11.16 | −17 20.12.09  | −17 2009  |
| Record de chaleur (°C) date du record | 13,9 01.01.22  | 21,4 27.02.19  | 23,9 31.03.21  | 26,8 21.04.18 | 30,7 28.05.17 | 35,2 26.06.19 | 37,9 25.07.19 | 37,8 09.08.03 | 32,6 15.09.20 | 27 02.10.23   | 21 02.11.20   | 14,9 31.12.22 | 37,9 2019 |
| Précipitations (mm)                   | 63             | 57,7           | 55,3           | 39,8          | 68,9          | 60,3          | 54,7          | 68,4          | 54,8          | 61,4          | 66            | 81,1          | 731,4     |

| Diagramme climatique                                  |             |           |             |             |              |              |            |            |             |          |            |
| J                                                     | F           | M         | A           | M           | J            | J            | A          | S          | O           | N        | D          |
| 4−0,463                                               | 5,4−0,257,7 | 102,255,3 | 15,55,939,8 | 18,69,168,9 | 22,512,660,3 | 24,714,654,7 | 2414,268,4 | 2010,854,8 | 14,47,461,4 | 8,53,666 | 4,80,581,1 |
| Moyennes : • Temp. maxi et mini °C • Précipitation mm |             |           |             |             |              |              |            |            |             |          |            |

Les paramètres climatiques de la commune ont été estimés pour le milieu du siècle (2041-2070) selon différents scénarios d'émission de gaz à effet de serre à partir des nouvelles projections climatiques de référence DRIAS-2020. Ils sont consultables sur un site dédié publié par Météo-France en novembre 2022.

## Urbanisme

### Typologie
Au 1er janvier 2024, Freyming-Merlebach est catégorisée centre urbain intermédiaire, selon la nouvelle grille communale de densité à sept niveaux définie par l'Insee en 2022.
Elle appartient à l'unité urbaine de Sarrebruck (ALL)-Forbach (partie française), une agglomération internationale regroupant 15  communes, dont elle est ville-centre,,. Par ailleurs la commune fait partie de l'aire d'attraction de Freyming-Merlebach (partie française), dont elle est la commune-centre,. Cette aire, qui regroupe 3 communes, est catégorisée dans les aires de moins de 50 000 habitants,.

### Occupation des sols
L'occupation des sols de la commune, telle qu'elle ressort de la base de données européenne d’occupation biophysique des sols Corine Land Cover (CLC), est marquée par l'importance des territoires artificialisés (83,3 % en 2018), en augmentation par rapport à 1990 (80,9 %). La répartition détaillée en 2018 est la suivante : 
zones urbanisées (47,5 %), mines, décharges et chantiers (22,9 %), forêts (16,3 %), zones industrielles ou commerciales et réseaux de communication (12,8 %), terres arables (0,4 %). L'évolution de l’occupation des sols de la commune et de ses infrastructures peut être observée sur les différentes représentations cartographiques du territoire : la carte de Cassini (XVIIIe siècle), la carte d'état-major (1820-1866) et les cartes ou photos aériennes de l'IGN pour la période actuelle (1950 à aujourd'hui).

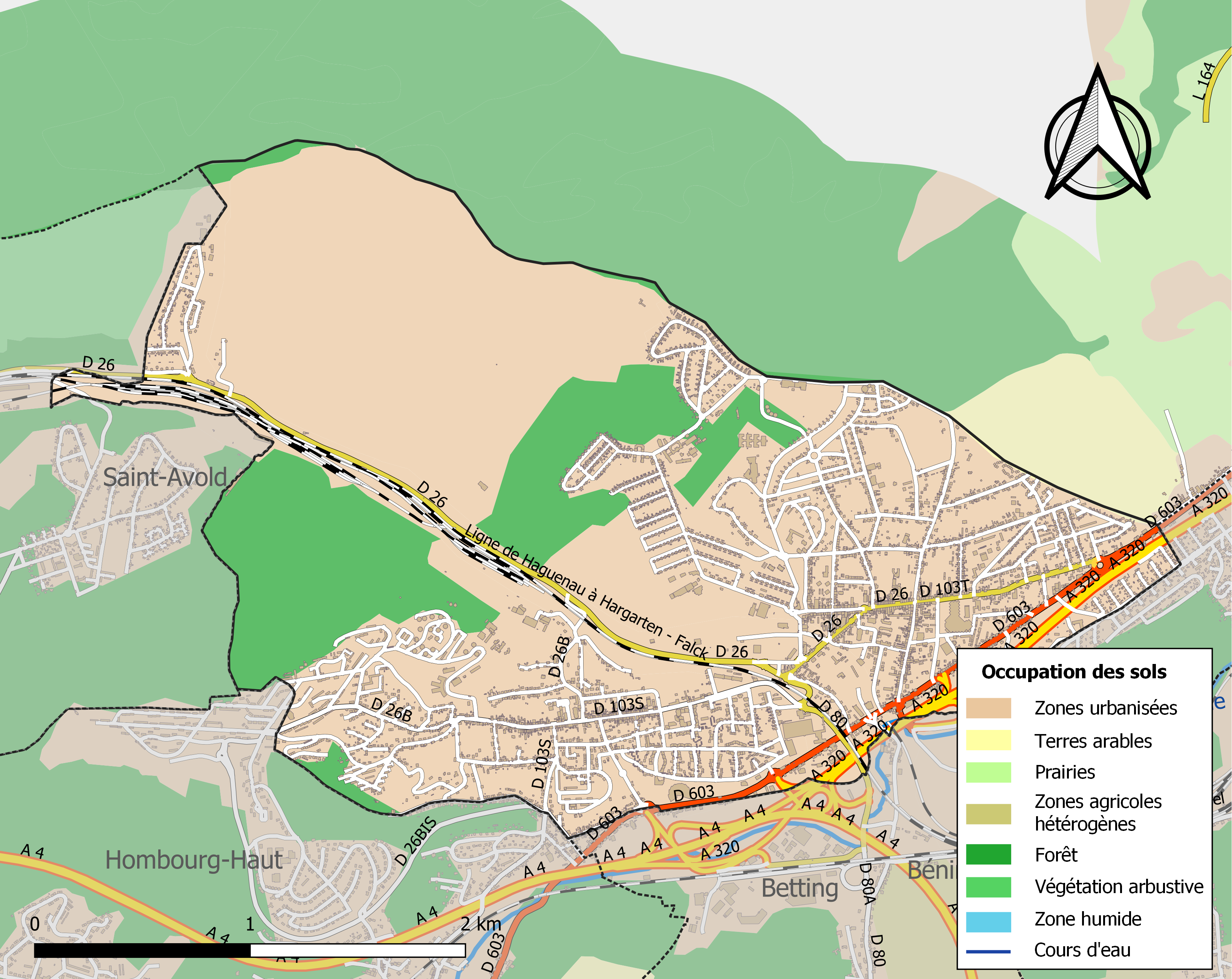
Carte des infrastructures et de l'occupation des sols de la commune en 2018 (CLC).

### Morphologie urbaine
Outre le chef-lieu, la commune comprend la cité de Sainte-Fontaine, cité minière — également site archéologique, ancien lieu de culte de la déesse Sirona et du dieu Mercure — située près d'une source sacrée de la vallée de la Merle (ruisseau).
On y trouve également la Villa-Louise (XVIIIe siècle), ancienne résidence de la famille Magay (Philippe-Louis Mangay, 1782-1842) était avocat à la cour royale de Metz. Il est inhumé dans une tombe de forme pyramidale, square Saint-Maurice à Freyming-Merlebach).
Deux chevalements sont présents à proximité immédiate de Freyming-Merlebach, en direction de l'Hôpital. Ils permettaient d'exploiter le puits de Cuvelette. Le puits Cuvelette Sud est classé monument historique depuis le 22 octobre 1992.
Un autre chevalement d'un ancien puits d'exploitation de charbon, le puits Sainte-Fontaine, est également classé depuis le 22 octobre 1992 à l'inventaire des monuments historiques.
Le puits de Sainte-Fontaine, proche de Freyming-Merlebach, se trouve en fait située sur le ban de la commune de Saint-Avold. La cité de Sainte-Fontaine avait été rattachée à L'Hôpital (Moselle) durant la Seconde Guerre mondiale par un arrêté de l'administration allemande du 21 mars 1941 approuvé par la loi du 10 février 1943. Elle avait été confiée à l'administration du Stadtkommissar de Spittel (L'Hôpital). La cité et le siège minier de Sainte-Fontaine retourneront définitivement à Freyming-Merlebach et à Saint-Avold de 1948 à 1949.

### Projets d'aménagement
Un plateau unique hospitalier, le « méga hôpital », devait ouvrir en 2015 sur les anciens terrains de la mine, derrière la piscine Aquagliss. Faute de financement, l'ARS a annoncé en 2012 que ce projet était abandonné.
Afin de créer un espace propice à la re-dynamisation du commerce au centre-ville, la commune lance en mai 2013 un vaste programme de rénovation des rues du Maréchal Foch et du 5-Décembre, ainsi que de la place du kiosque. La fin des travaux a eu lieu en 2013.
Une salle de spectacles intercommunale, l'Espace Théodore Gouvy a été inaugurée en avril 2017. Les travaux avaient débuté en 2014 
Cette salle appelée plus communément "le Gouvy" est située derrière l'hôtel de ville, à l'emplacement de l'ancienne place du marché.

### Voies de communication et transports
La gare régionale la plus proche est celle de Béning-lès-Saint-Avold (pour les trajets en TER surtout vers Metz, Sarreguemines ou Sarrebruck).
La gare TGV la plus proche est celle de Forbach à moins de 10 minutes pour rejoindre Paris ou Francfort en 1 h 50 avec l’ICE 3 ou avec le TGV.
La commune se trouve à proximité immédiate des autoroutes  A4 et A330.

## Toponymie
Les noms des communes ont été :
- pour Freyming : Freymengen (1629), Freimingen (XVIIIe siècle), Freymenga (1717), Freming (1779), Freymengen (1782)[26], Freiming (1793), Freymengen (1801)[27], Freymingen (XIXe siècle)[28].
- pour Merlebach : Glasshüt (1590), Merleburg (1610)[29], Merlebourg et Merlebach (1629), Merlenbach (1768)[26], Merlebach (1793), Merlenbach (1801)[27].

Le nom de la commune est Ménge-Merleboch en francique lorrain et Freimingen-Merlenbach en allemand.

## Histoire

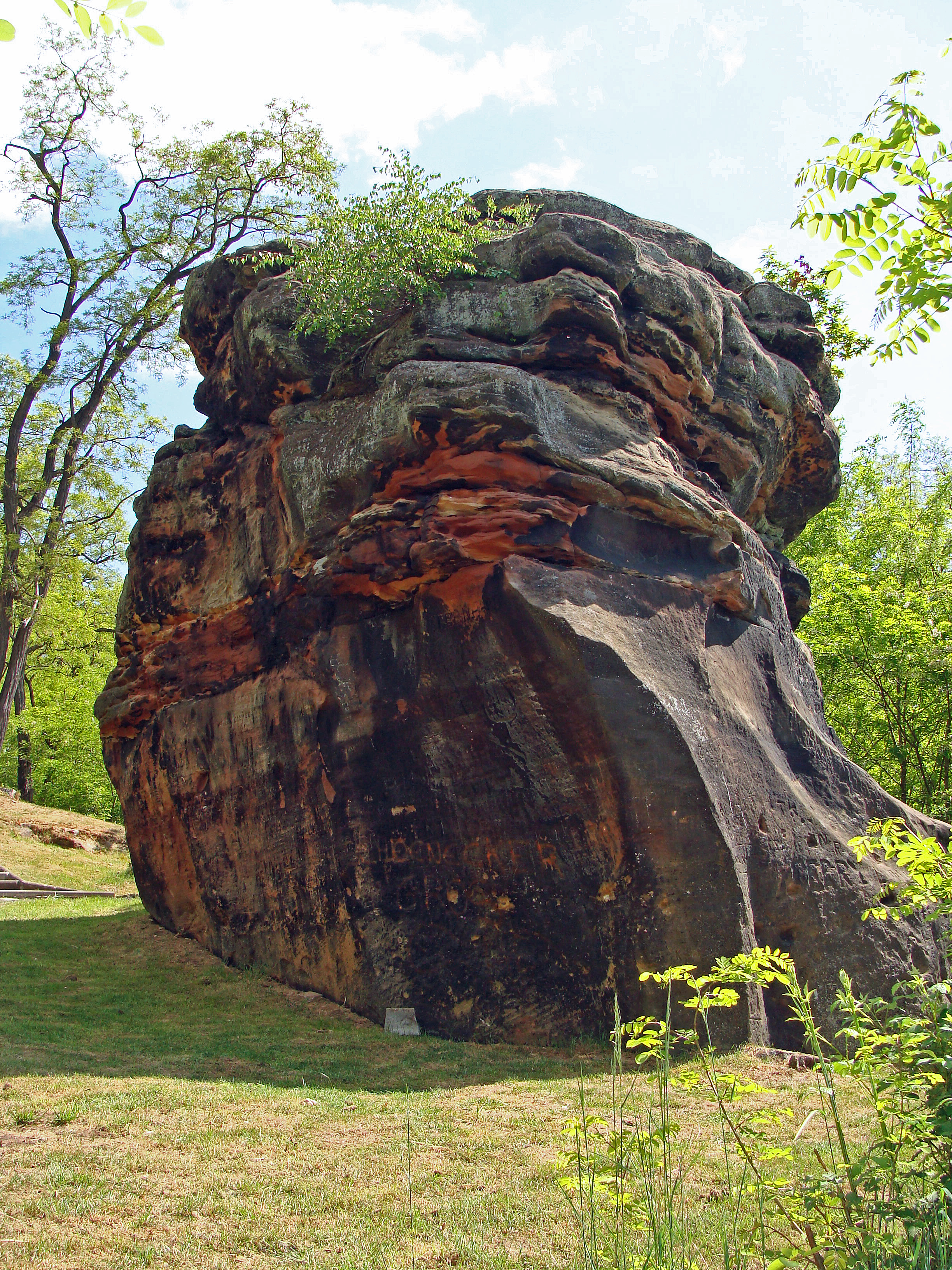
Le Wieselstein.

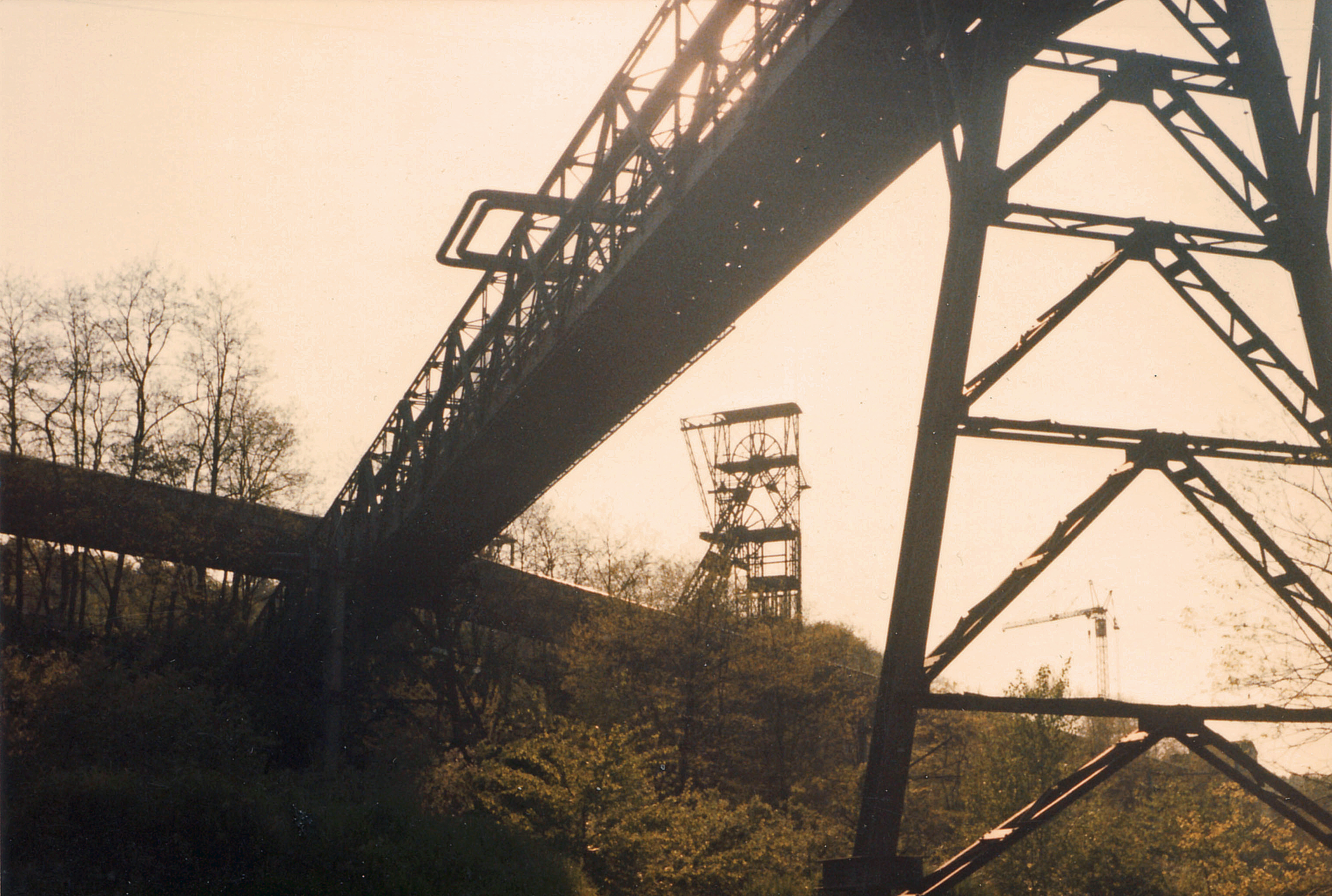
Ancien puits de Cuvelette (1973).

La ville de Freyming-Merlebach tire son origine de la fusion intervenue en 1971 de deux communes limitrophes situées dans le Warndt : Freyming et Merlebach.
Les deux villages, nés à l’aube du XVIIe siècle, ont participé de l’économie de subsistance propre. On relève l’existence de verriers à Merlebach (Merlebourg), seigneurie de Faulquemont, vers 1590 puis à Freyming (Freimengen au moment de sa fondation par Pierre Ernest de Créhange en 1602).
Le nom Freimengen comporte un préfixe frei signifiant libre ou franc en langage local. En effet, en septembre 1602, Freimengen, situé dans la forêt de Mengen, obtient son statut de village franc (exemption de diverses taxes dont celle sur le sel), ce qui lui permet d'attirer de nouveaux habitants.
Le rocher du Wieselstein atteste la présence antique d'une population d'origine celtique. Il s'agit d'un mégalithe assimilé à un menhir, entouré d'un halo de légendes, de six mètres de haut et de quatre mètres de large. Ce rocher druidique a également servi de borne dès l'époque gallo-romaine.
De nombreux vestiges de l’époque gallo-romaine ont été trouvés, parmi lesquels les vestiges d'un temple, un bas-relief de Vénus ainsi que des pièces de monnaie à l’effigie de différents empereurs.
Cette terre, souvent livrée au passage des belligérants, n’a pas été épargnée par les fléaux de la guerre : c’est ainsi que le hameau de Freyming, mis à feu et à sang par les Suédois en 1637, ne comptait plus que 80 habitants à la fin du « tragique XVIIe siècle ». En 1781, le comte von der Leyen, comte de Blieskastel, cède Freyming à la France.
Lorsqu’interviennent, après 1815, les premières prospections minières dans la partie orientale du Bassin Houiller, les communautés de Freyming et de Merlebach tirent depuis longtemps une partie non négligeable de leur revenu de l’industrie artisanale : fabrication d’objets en bois, façonnage de tuiles, mouture des grains ; une forge, sise à Sainte-Fontaine, annexe de Freyming, ainsi qu’une quinzaine de clouteries occupent, vers 1844, une centaine de personnes.
Comme les autres communes de l'actuel département de la Moselle, Freyming et Merlebach sont annexés à l’Empire allemand de 1871 à 1918. Vers 1905, Freyming et Merlebach sont  au cœur même de l’activité minière, avec de nouveaux arrivants installés dans des quartiers miniers spécialement conçus pour cette industrie.
En 1914, après deux générations de paix et de prospérité, la germanisation des esprits est telle que les mosellans se battent pour l’Empire allemand en 1914. Beaucoup tombèrent au champ d'honneur sous l’uniforme allemand, sur le Front de l’Est, mais aussi à l’Ouest, en particulier en France et dans les Flandres. Loyaux sujets du Kaiser, très peu de Mosellans trahirent le Reich pour rejoindre les troupes françaises. La victoire française en 1918 fut toutefois bien accueillie par la majorité des habitants de Freyming-Merlebach, heureux de retrouver la paix.
À nouveau annexées par l'Allemagne en 1940 les deux communes furent regroupées sous le nom de « Merlenbach-Freymengen » et durent subir la loi du IIIe Reich. Libérées en décembre 1944, Freyming et Merlebach retrouvèrent leur autonomie administrative. Mais les communes fusionnèrent à nouveau le 15 février 1971, sous le nom actuel de « Freyming-Merlebach ». Un odonyme local rappelle cet événement : la « rue du 15-Février ».
Pendant les Trente glorieuses (1945-1975), de nombreux travailleurs étrangers principalement originaires d'Italie, du Maghreb et d'Europe de l'Est viennent travailler dans cette commune du Bassin houiller lorrain.
En 1973, le premier choc pétrolier donne un espoir de nouveau développement aux activités minières de la ville. On y trouve en effet, à cette date, plusieurs générations de mines de houille de plus en plus profondes ; en particulier le Puits Vouters et le puits de Cuvelette ramènent trois tonnes de charbon par jour et par mineur, extraits à 686 m sous terre (dans un contexte de dressants, exploité à la dynamite)[réf. souhaitée]. Un tract des mineurs rassure donc les Français, expliquant que ces puits et celui de Faulquemont peuvent les « chauffer jusqu'en l'an 2000 »[réf. souhaitée].
La veine Dora, accessible par le puits Vouters sera finalement exploitée jusqu'en septembre 2003.

## Politique et administration

### Liste des maires
| Période   | Période   | Identité          | Étiquette       | Qualité |
| --------- | --------- | ----------------- | --------------- | --- |
| mars 1971 | juin 1995 | Charles Metzinger | PS              | Professeur de collège Sénateur de la Moselle (1992 → 1996) Député de la 5e (1981 → 1986) puis de la 6e circonscription de la Moselle (1988 → 1992) Député de la Moselle (1986 → 1988) Conseiller général du canton de Freyming-Merlebach (1967 → 1985) |
| juin 1995 | En cours  | Pierre Lang       | UDF puis UMP-LR | Pharmacien-biologiste Député de la 6e circonscription de la Moselle (1993 → 1997 puis 2002 → 2012) Conseiller régional de Lorraine (2001 → 2002) Président du District puis de la CC de Freyming-Merlebach (depuis 1995)                               |

### Jumelages
- Orciano di Pesaro (Italie).

## Population et société

### Démographie
L'évolution du nombre d'habitants est connue à travers les recensements de la population effectués dans la commune depuis 1800. Pour les communes de plus de 10 000 habitants les recensements ont lieu chaque année à la suite d'une enquête par sondage auprès d'un échantillon d'adresses représentant 8 % de leurs logements, contrairement aux autres communes qui ont un recensement réel tous les cinq ans,.

En 2022, la commune comptait 13 069 habitants, en évolution de +0,5 % par rapport à 2016 (Moselle : +0,52 %, France hors Mayotte : +2,11 %).
| 1800 | 1806 | 1821 | 1836 | 1841 | 1861 | 1866 | 1871 | 1875 |
| ---- | ---- | ---- | ---- | ---- | ---- | ---- | ---- | ---- |
| 305  | 462  | 462  | 660  | 643  | 615  | 621  | 590  | 623  |

| 1880 | 1885 | 1890 | 1895 | 1900 | 1905 | 1910  | 1921  | 1926  |
| ---- | ---- | ---- | ---- | ---- | ---- | ----- | ----- | ----- |
| 562  | 540  | 516  | 587  | 644  | 803  | 2 585 | 5 332 | 7 912 |

| 1931  | 1936  | 1946  | 1954  | 1962   | 1968  | 1975   | 1982   | 1990   |
| ----- | ----- | ----- | ----- | ------ | ----- | ------ | ------ | ------ |
| 7 758 | 6 920 | 6 884 | 9 208 | 10 053 | 9 712 | 15 605 | 16 214 | 15 224 |

| 1999   | 2006   | 2011   | 2016   | 2021   | 2022   | - | - | - |
| ------ | ------ | ------ | ------ | ------ | ------ | - | - | - |
| 14 461 | 13 490 | 13 086 | 13 004 | 13 027 | 13 069 | - | - | - |

Le chiffre pour 2006 correspond à la population légale issue du recensement INSEE. Les chiffres antérieurs à la fusion des deux communes en 1971 correspondent à la population de Freyming.

### Enseignement
La commune administre plusieurs établissements scolaires. Il y a dix écoles primaires dont une privée, un collège et quatre lycées dont un privé.
Jusqu'au 31 août 2013, le département y administrait deux collèges : le collège Alain-Fournier (classé ZEP) dans le quartier de Freyming, et le collège Albert-Camus dans le quartier de Merlebach. Depuis le 1er septembre 2013, ces deux établissements ont fusionné et forment le collège Claudie-Haigneré inauguré le 16 avril 2014 en sa présence.

### Manifestations culturelles et festivités
- L'harmonie des Houillères du Bassin de Lorraine y a son siège.

### Santé
La commune dispose d'un hôpital.
Il existe sur la commune un institut pour enfants polyhandicapés ainsi qu'une maison d'accueil spécialisée pour adultes polyhandicapés, une maison de retraite et deux foyers logements. Une deuxième maison de retraite devrait être construite en 2016 ainsi qu'un foyer d'accueil médicalisé pour personnes handicapées vieillissantes. Ces équipements sont gérés par l'AOFPAH.

### Sports
La commune dispose de nombreux clubs et installations sportives, en particulier :
- trois clubs de football : le FC Hochwald Freyming, le FC Freyming et le SO Merlebach, ce dernier ayant longtemps évolué en CFA et même une saison en Ligue 2 ;
- un complexe nautique profondément modernisé en 2000, pour les grands et les petits[40] ;
- plusieurs courts de tennis ;
- plusieurs terrains de boules pour les passionnés de la pétanque ;
- des centres de musculation et de fitness sont présents à Freyming-Merlebach ;
- un club d'aïkido[41] ;
- un centre équestre[42] ;
- plusieurs clubs de gymnastique : Esperence à Freyming et US le rocher à Merlebach ;
- ainsi qu'un club de football américain : les Blizzards.

### Médias
La chaîne locale TV8 Moselle-Est est diffusée à Freyming-Merlebach.

## Culture locale et patrimoine

### Lieux et monuments

#### Édifices civils

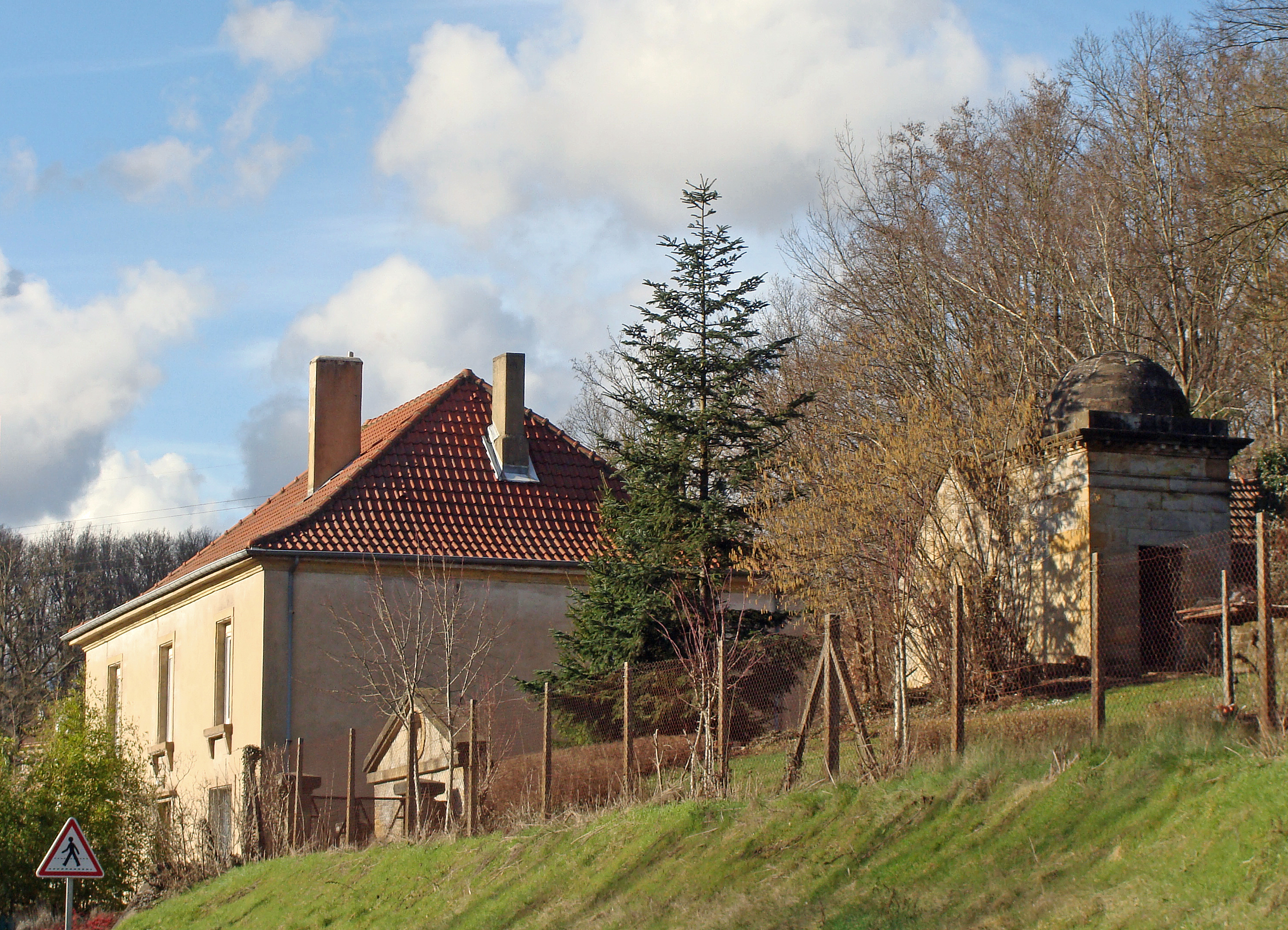
La Villa-Louise et son petit temple.

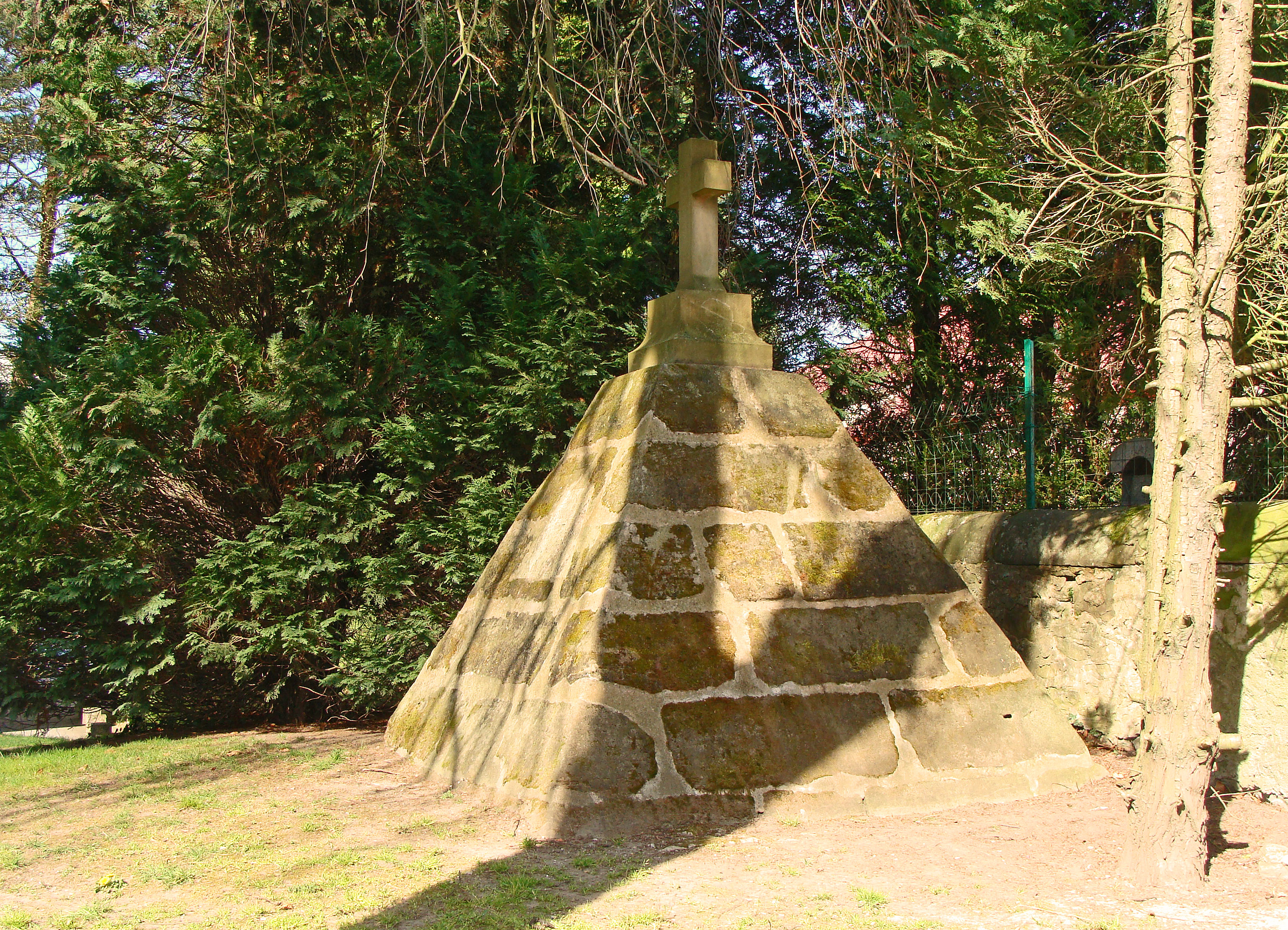
Tombe pyramidale de Philippe-Louis Mangay (1782-1842) à Freyming.

- L'hôtel de ville de Freyming-Merlebach, inauguré en mai 2012, a été reconstruit selon un projet écologique pour un coût d'environ quatre millions d’euros, financé par les subventions et l’autofinancement.
- Le chevalement du puits cuvelette, est le symbole du patrimoine minier du bassin houiller que la ville a souhaité conserver.

Le chevalement sud est inscrit au titre des monuments historiques par arrêté du 22 octobre 1992.
- Le nouveau parc municipal, a été créé dans les années 2000, à côté du centre-ville.
- La voie romaine se confond avec la frontière franco-allemande.
- Le rocher du Wieselstein, mégalithe assimilé à un menhir, entouré d'un halo de légendes, de six mètres de haut et de quatre mètres de large. Ce rocher druidique a également servi de borne. Il a été un point de ralliement des mineurs lors des grandes grèves de 1920. Il est situé entre la cité Cuvelette et le puits Reumaux.
- La vallée de la Merle, également appelée vallée du charbon.
- La Villa-Louise (XVIIIe), qui avait appartenu à la riche famille des Mangay. Elle est située dans le quartier Sainte-Fontaine (commune de Freyming-Merlebach). Philippe-Louis Mangay (1782-1842) était avocat à la cour royale de Metz. Il est inhumé dans une tombe de forme pyramidale, square Saint-Maurice à Freyming-Merlebach[44].
- L'ancienne gare de Merlebach-Freyming (fermée), reste l'ancien bâtiment situé place de la Gare.

#### Édifices religieux
- L’église Saint-Maurice, dans le quartier de Freyming, construite de 1911 à 1913, elle fut richement décorée par le célèbre Paul Geissler, les vitraux sont de Zettler de Munich, elle ne subit aucune modification depuis sa construction et passe pour un chef-d’œuvre authentique de l’art néo-baroque. Elle est dotée de deux orgues, l’orgue de tribune est très réputé et fut construit par Frédéric Haerpfer en 1930, de nombreux concerts y ont lieu. Les plus grands organistes y ont donné des concerts (M.C.ALAIN, O.LATRY, B.LEONARDY, P.GAZIN etc.) de nombreux CD y ont été enregistrés.
- Église Notre-Dame-de-la-Nativité, dans le quartier de Merlebach, construction en 1926. Les églises Saint-Maurice et Notre-Dame sont toutes deux de style néobaroque, très fortement inspiré des églises de style baroque que l’on trouve dans le sud de l’Allemagne et en Autriche. Bien qu’ayant de fortes ressemblances, elles sont aisément différentiables de par leurs bulbes en cuivre situés au-dessus du clocher, caractéristiques de par leurs formes à chaque église.
- Église de la Bienheureuse-Vierge-Marie (cité de la Chapelle) (Freyming ) construite au XXe siècle.
- Église Notre-Dame-des-Mines (Cité Sainte-Fontaine) construite au XXe siècle.
- Chapelle de la Sainte-Trinité, dans la cité La Chapelle, construite vers 1755 pour abriter la croix de la Sainte-Trinité ; reconstruite en 1949 (elle est l'un des plus vieux monuments de la ville avec le chœur restauré de l'ancienne église Saint-Maurice de Freyming).
- Chapelle, chœur de l'ancienne église paroissiale Saint-Maurice édifiée au début du XVIIe siècle ; agrandie et restaurée en 1840 ; détruite sauf le chœur vers 1920, alors transformée en chapelle du cimetière (ossuaire). Elle possède un remarquable  hagioscope.
- Église Saint-Joseph (cité Hochwald), élevée au titre de sanctuaire diocésain le 24 mai 2021[45].
- Chapelle Saint-Joseph de la mission catholique slovène, rue du 5 Décembre, construite au XXe siècle. Elle abrite un remarquable orgue construit par Joseph Callinet en 1846. Provenant à l'origine de Lure, il fut acquis par Rouffach et transformé par les facteurs d'orgues Berger (1897) et Henry (1967). Transporté à Issenheim en 1979, il fut acquis par la paroisse slovène Saint-Joseph et monté par Willy Meurer (facteur d’orgues à Rohrbach-lès-Bitche) en 1988.
- Chapelle Sainte-Élisabeth, de la maison de retraite, construite au XIXe siècle.
- Église luthérienne, avenue Émile-Huchet, première construite en 1926, détruite en 1944, deuxième construite entre 1950 et 1957.
- Église néo-apostolique, rue Georges-Clemenceau.
- Salle du royaume des Témoins de Jéhovah.
- Première synagogue construite au XVIIIe siècle à Freyming aujourd'hui aliénée, deuxième synagogue construite en 1961 à Merlebach rue Saint-Nicolas[46], aujourd'hui désaffectée. Elle a été vendue à un particulier. Transformée en maison d'habitation une plaque commémorative a été apposée sur la façade le 18 novembre 2012 en  présence des autorités civiles et religieuses et des représentants du Consistoire israélite de la Moselle ainsi que de madame Halphen veuve du dernier président de la communauté juive merlebachoise. De nombreux juifs originaires de Merlebach ont fait le déplacement à cette occasion.
- Cimetière israélite, carré au cimetière municipal depuis 1945.

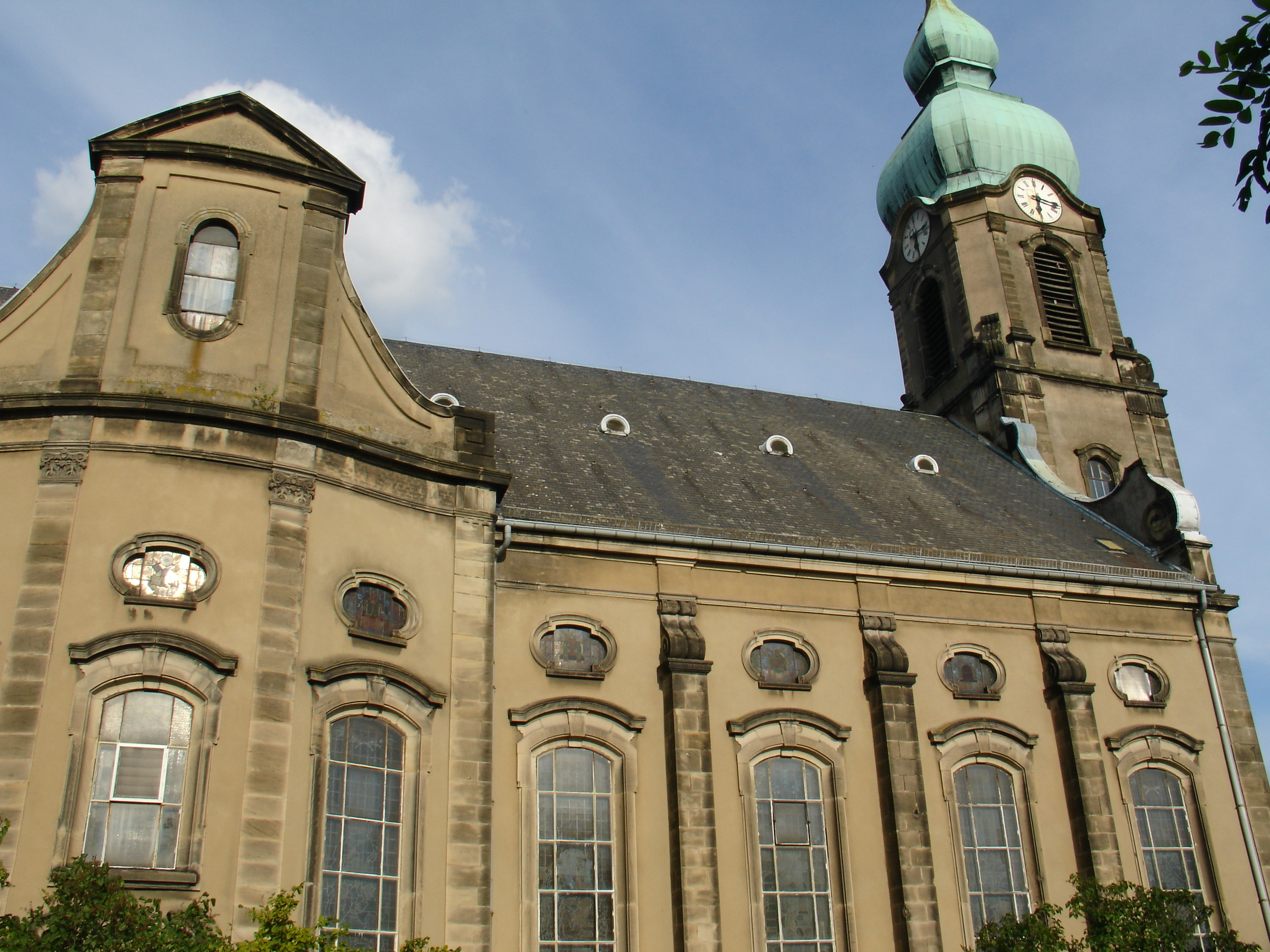
L’église Saint-Maurice de Freyming.
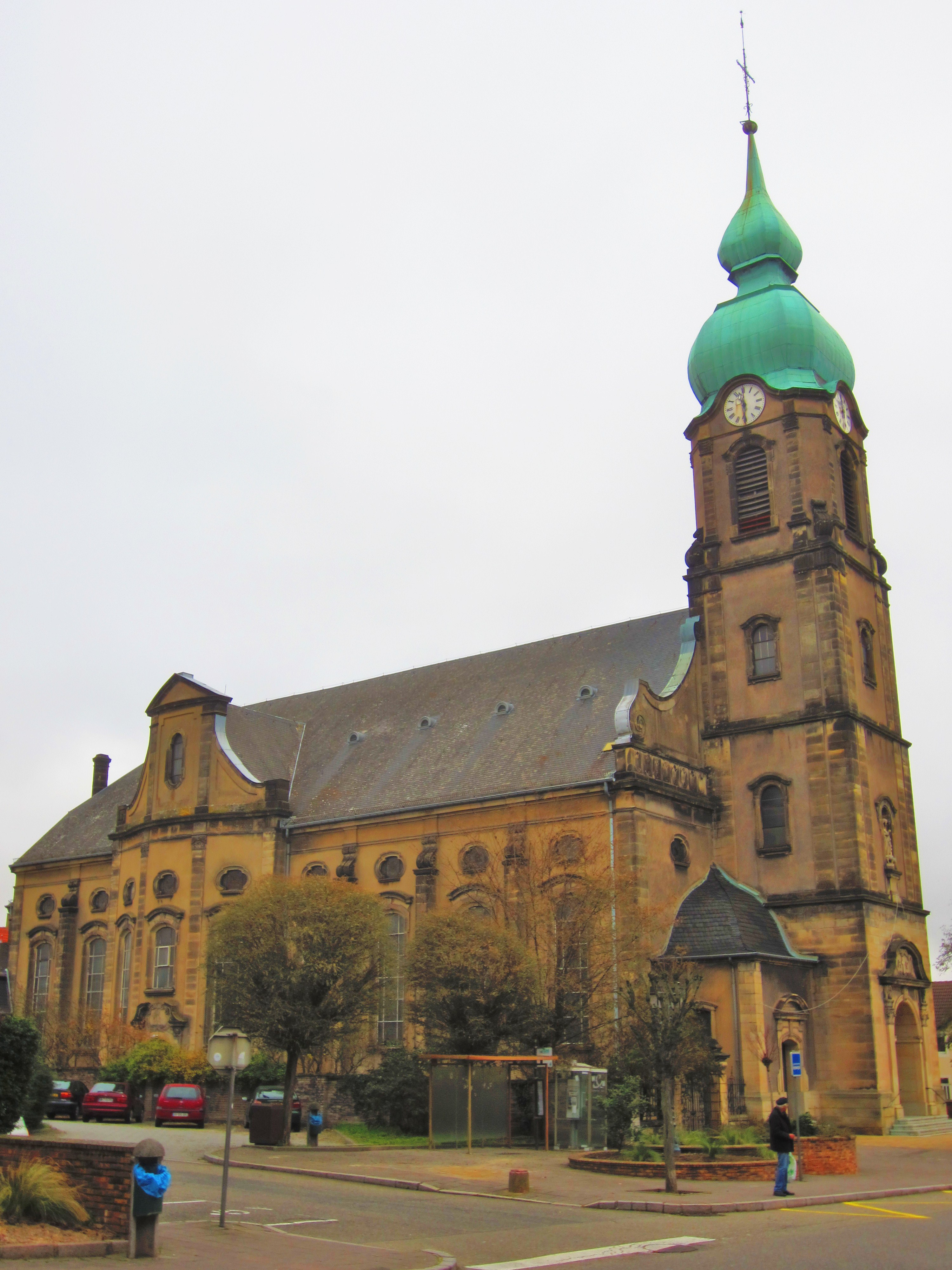
Église Saint-Maurice à Freyming.
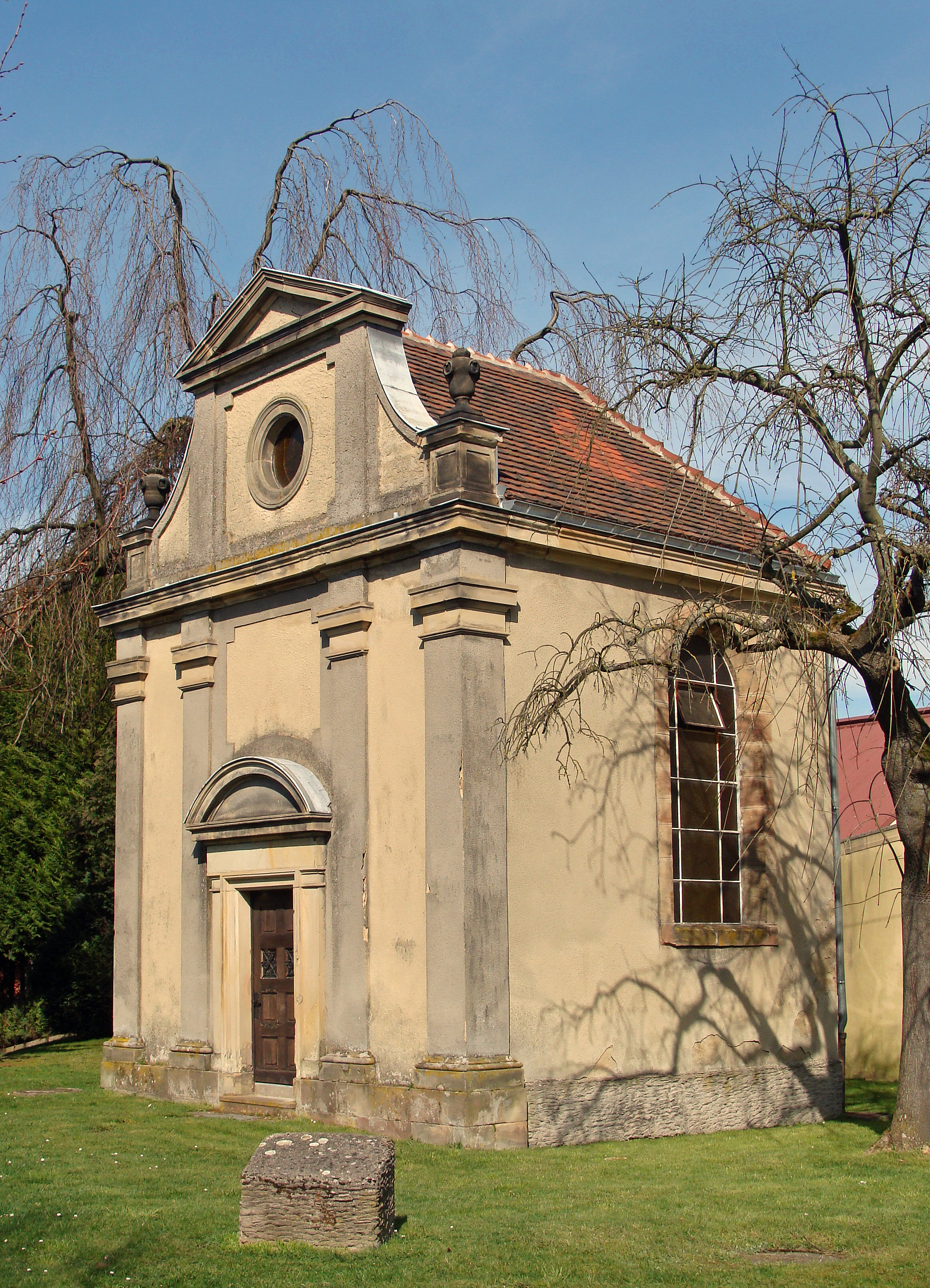
Chapelle Saint-Maurice.
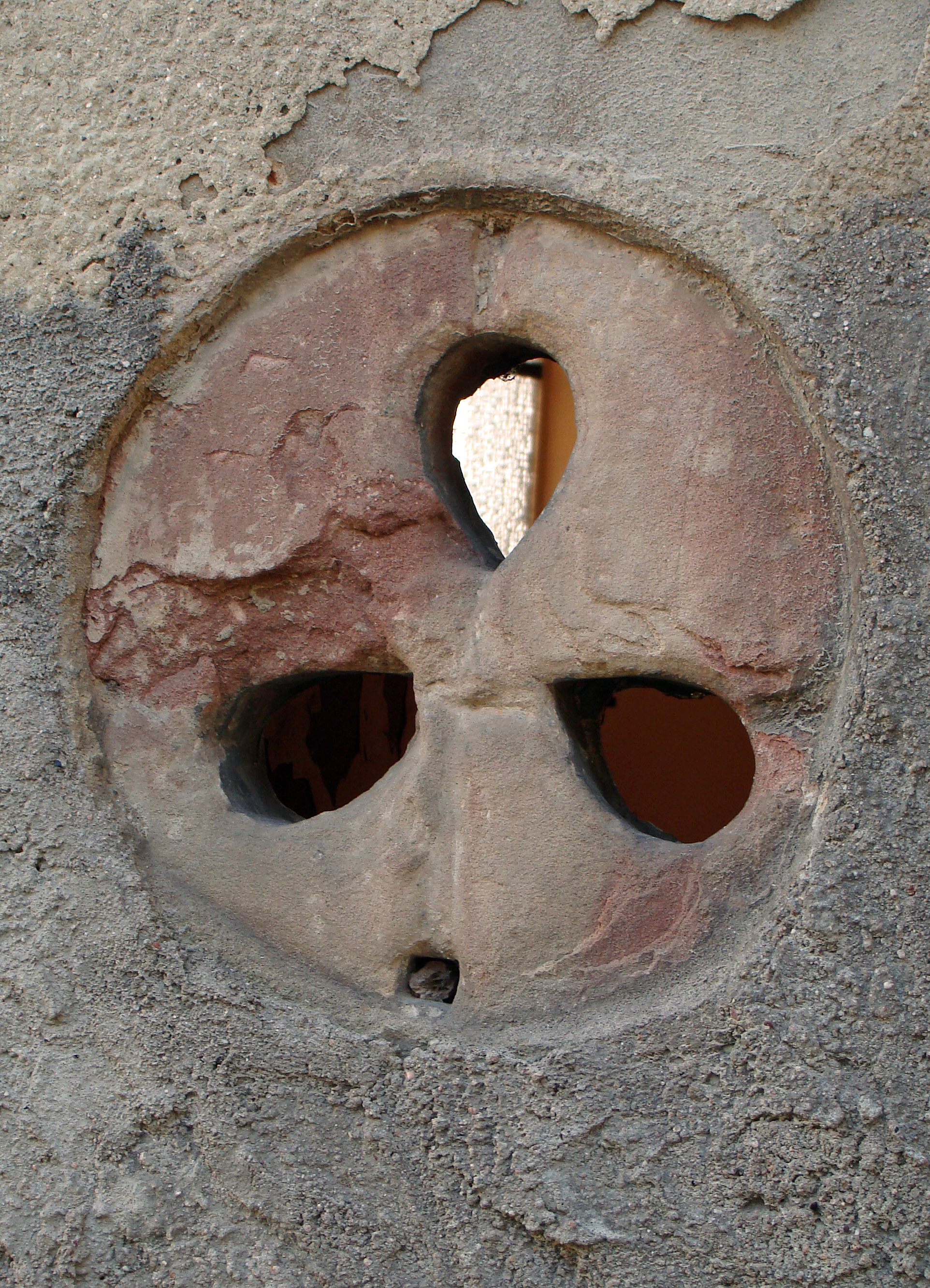
Hagioscope de la chapelle Saint-Maurice.
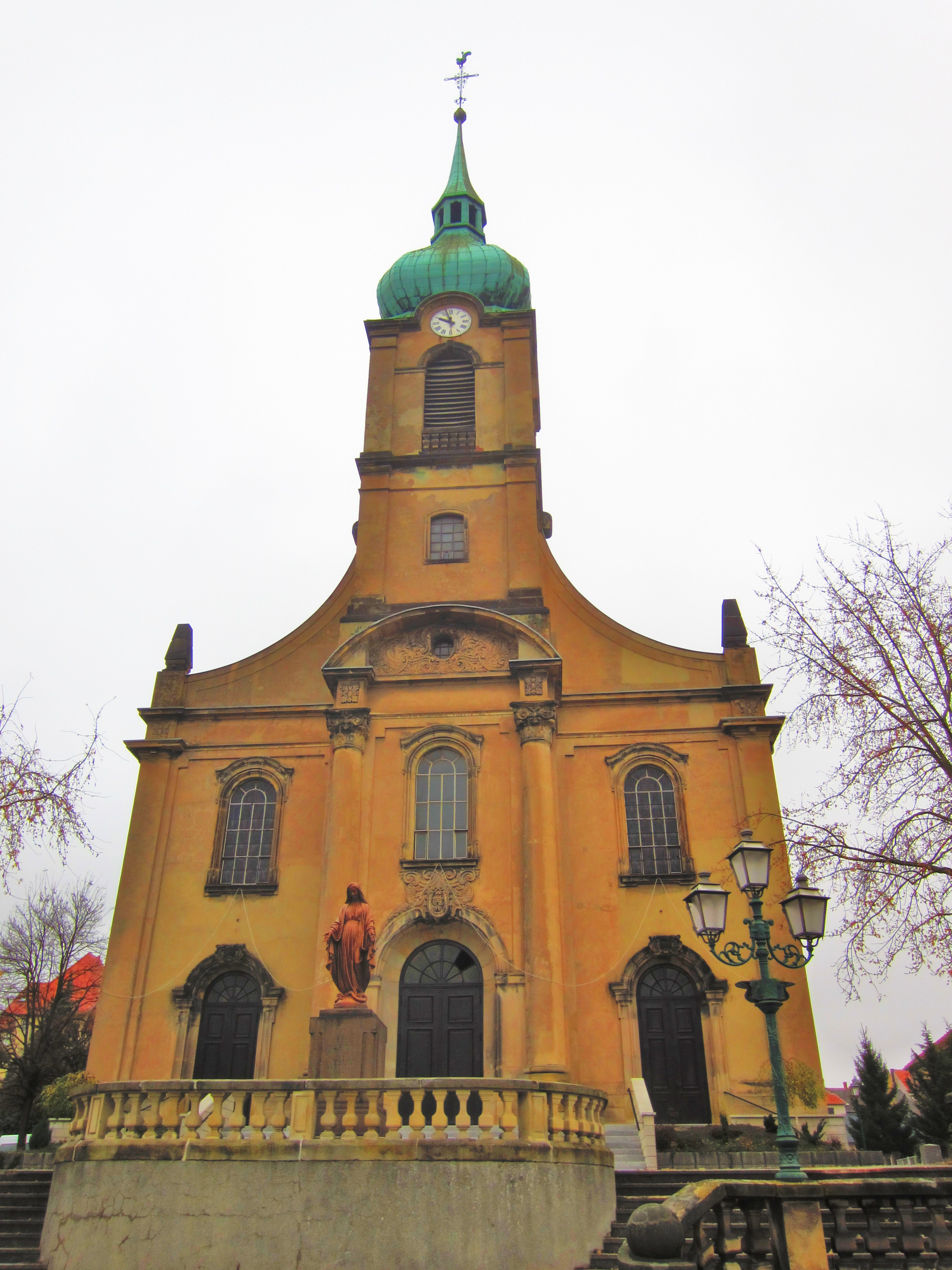
Église Notre-Dame-de-la-Nativité à Merlebach.
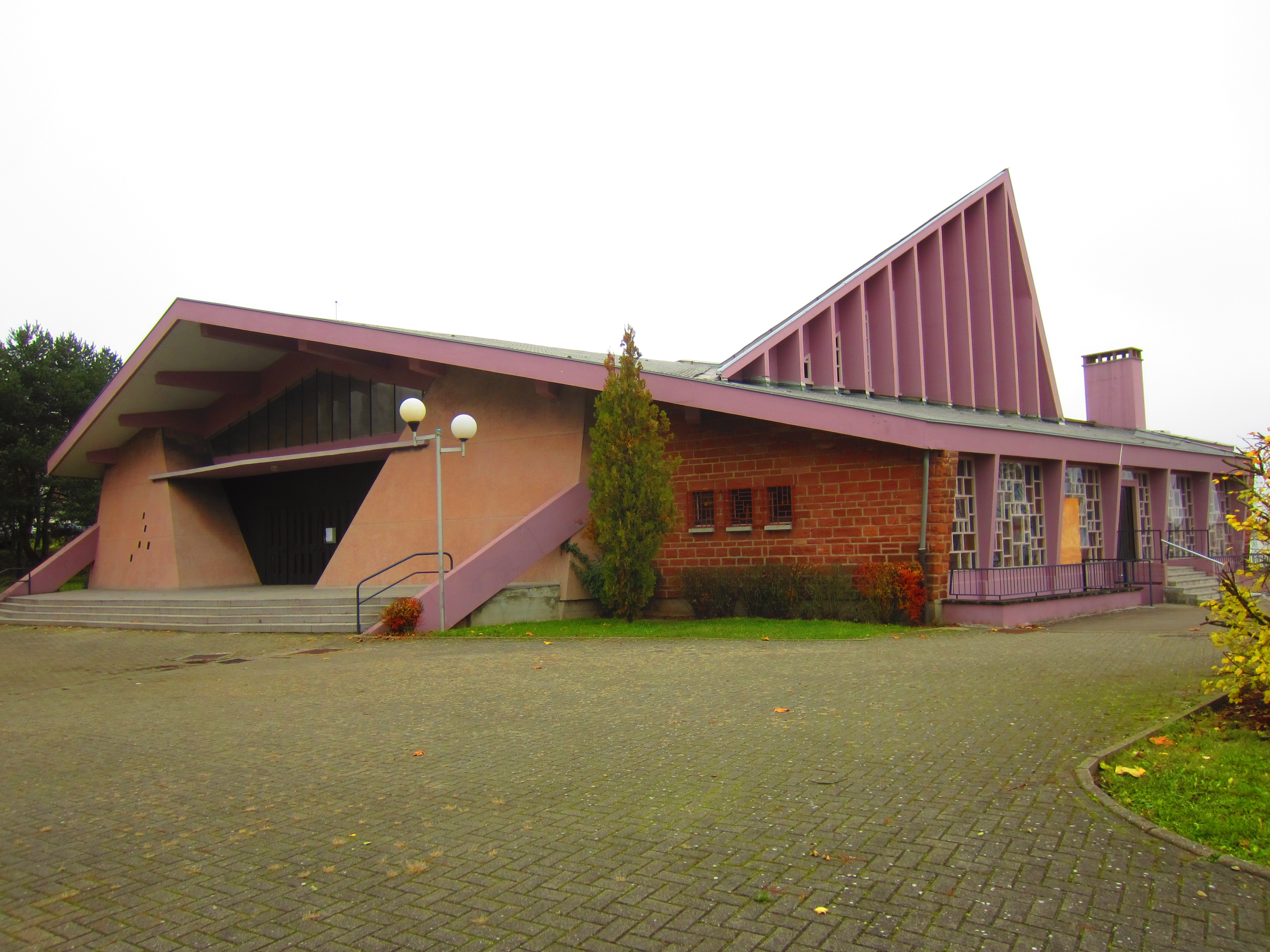
Église de la Bienheureuse Vierge-Marie à Freyming.
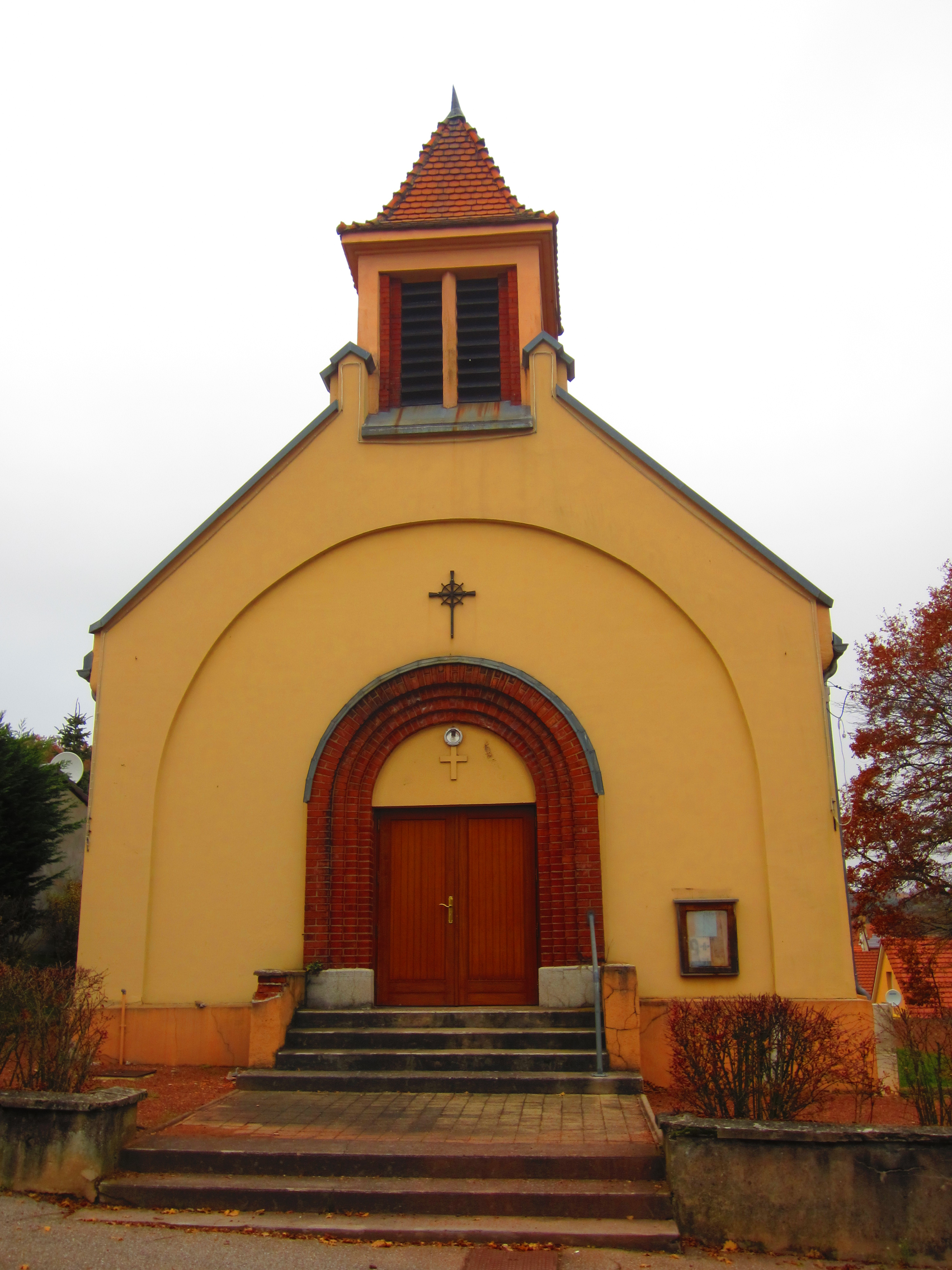
Église Notre-Dame-des-Mines à Merlebach.
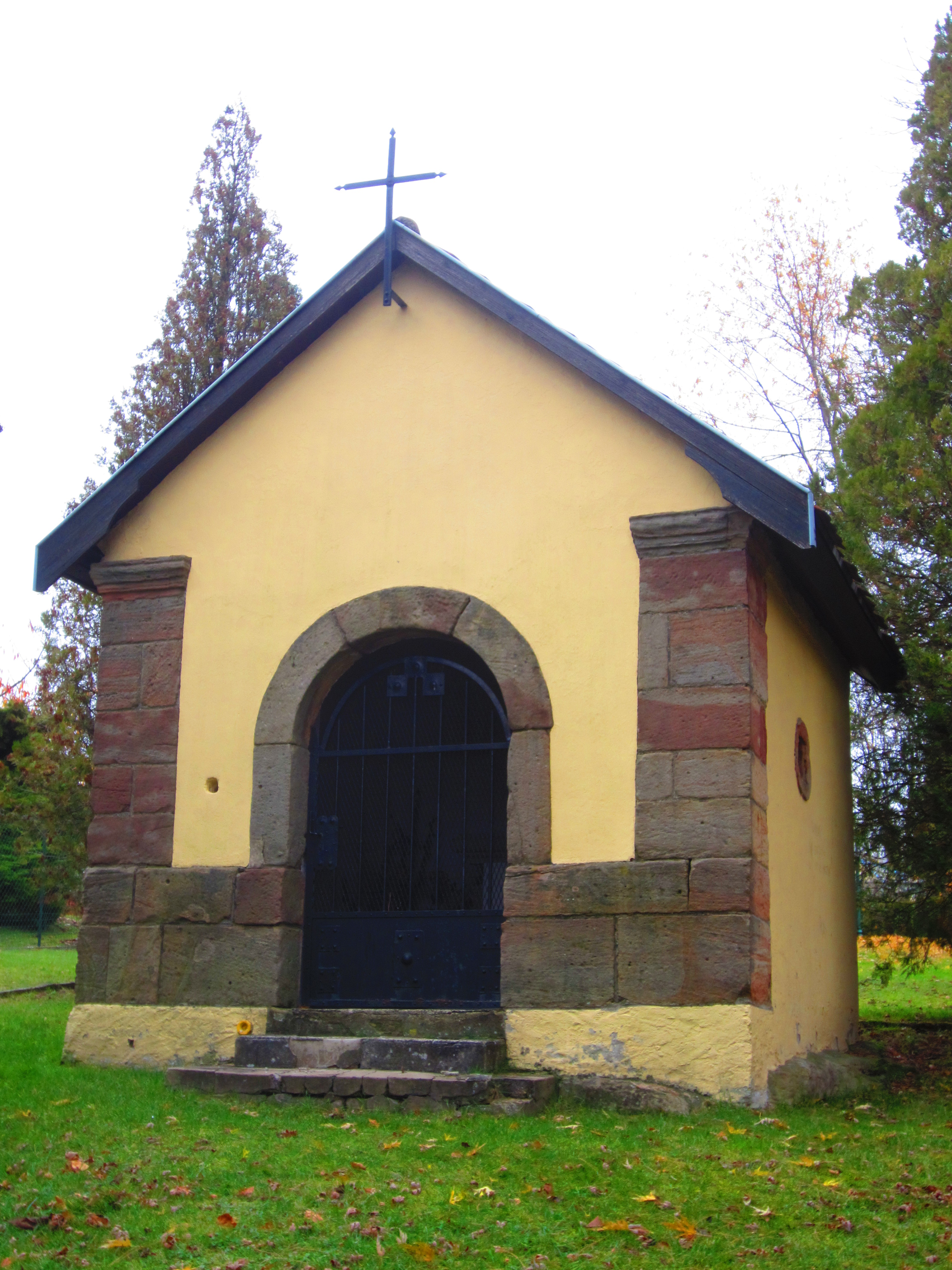
Chapelle de la Sainte-Trinité à Freyming.
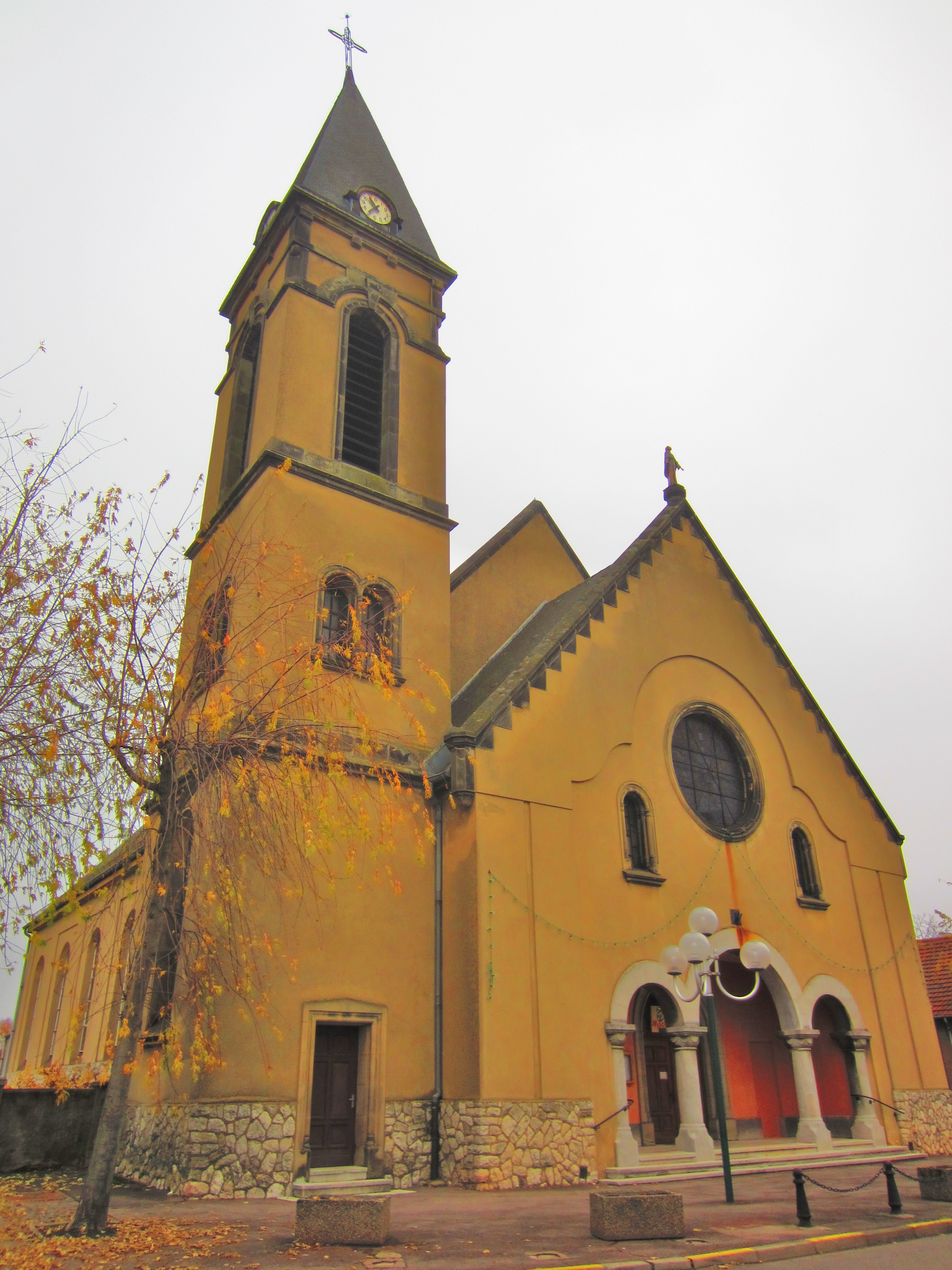
Église Saint-Joseph à Merlebach.
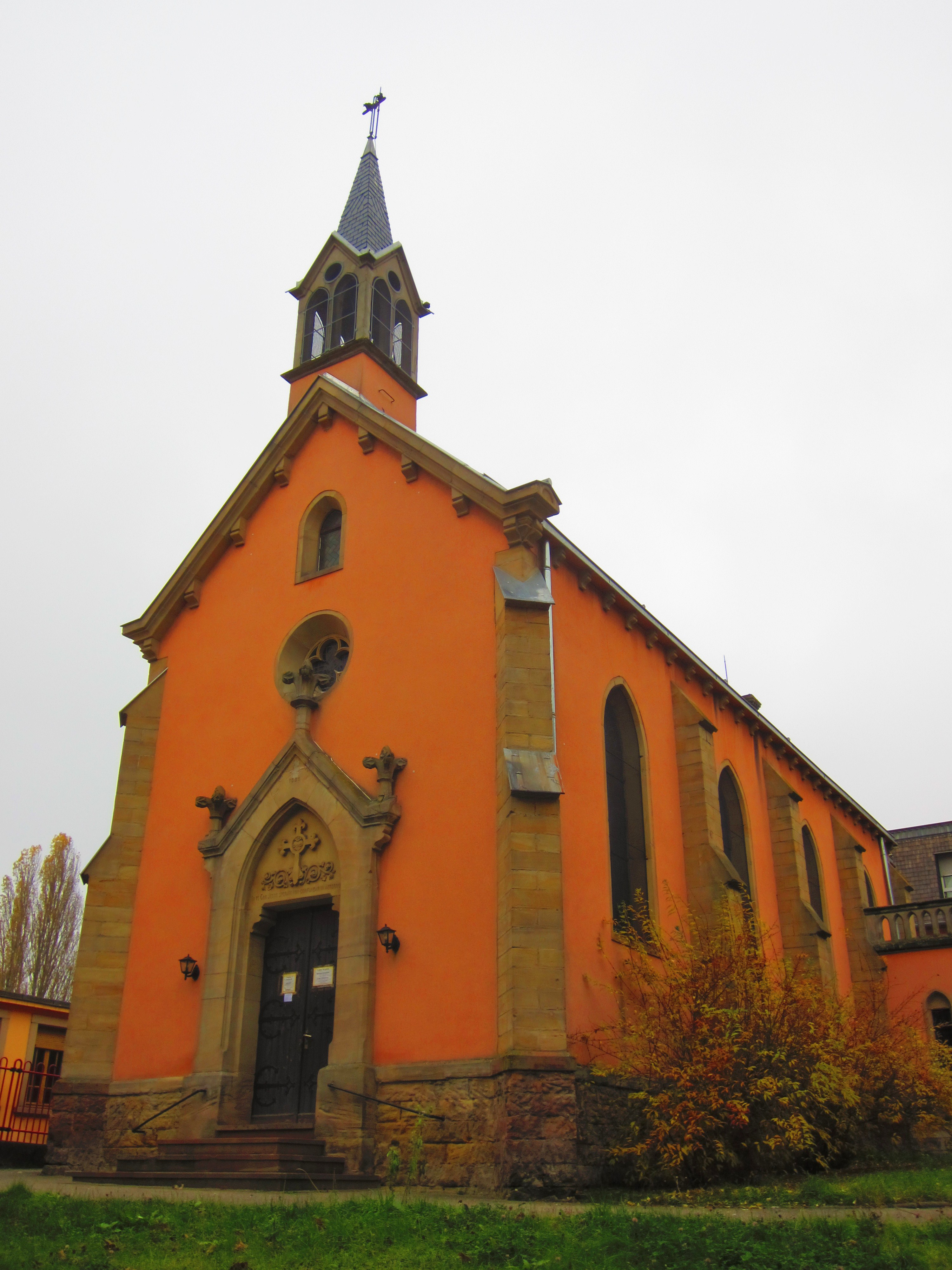
Chapelle Sainte-Élisabeth à Merlebach.
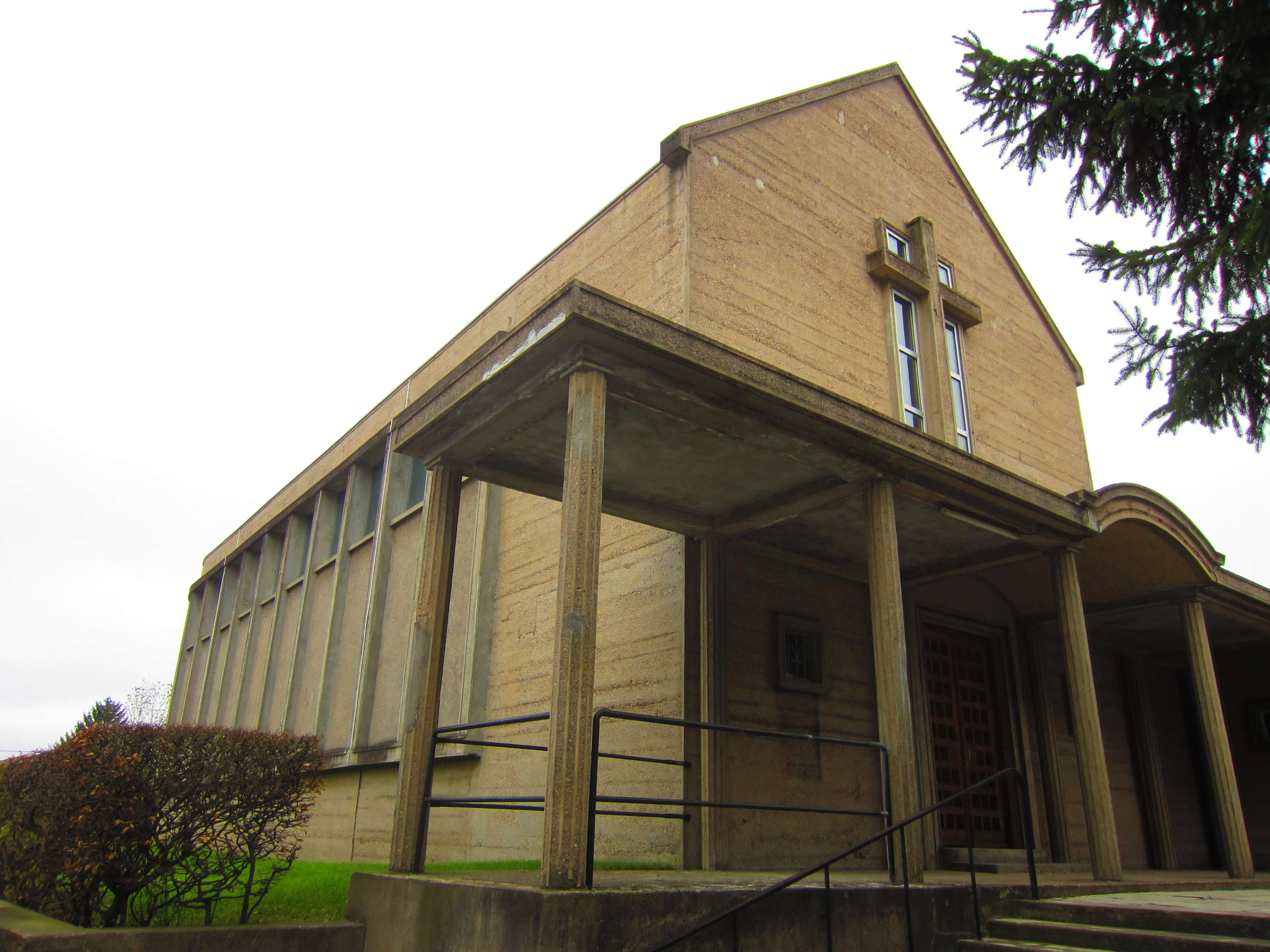
Église luthérienne à Freyming.
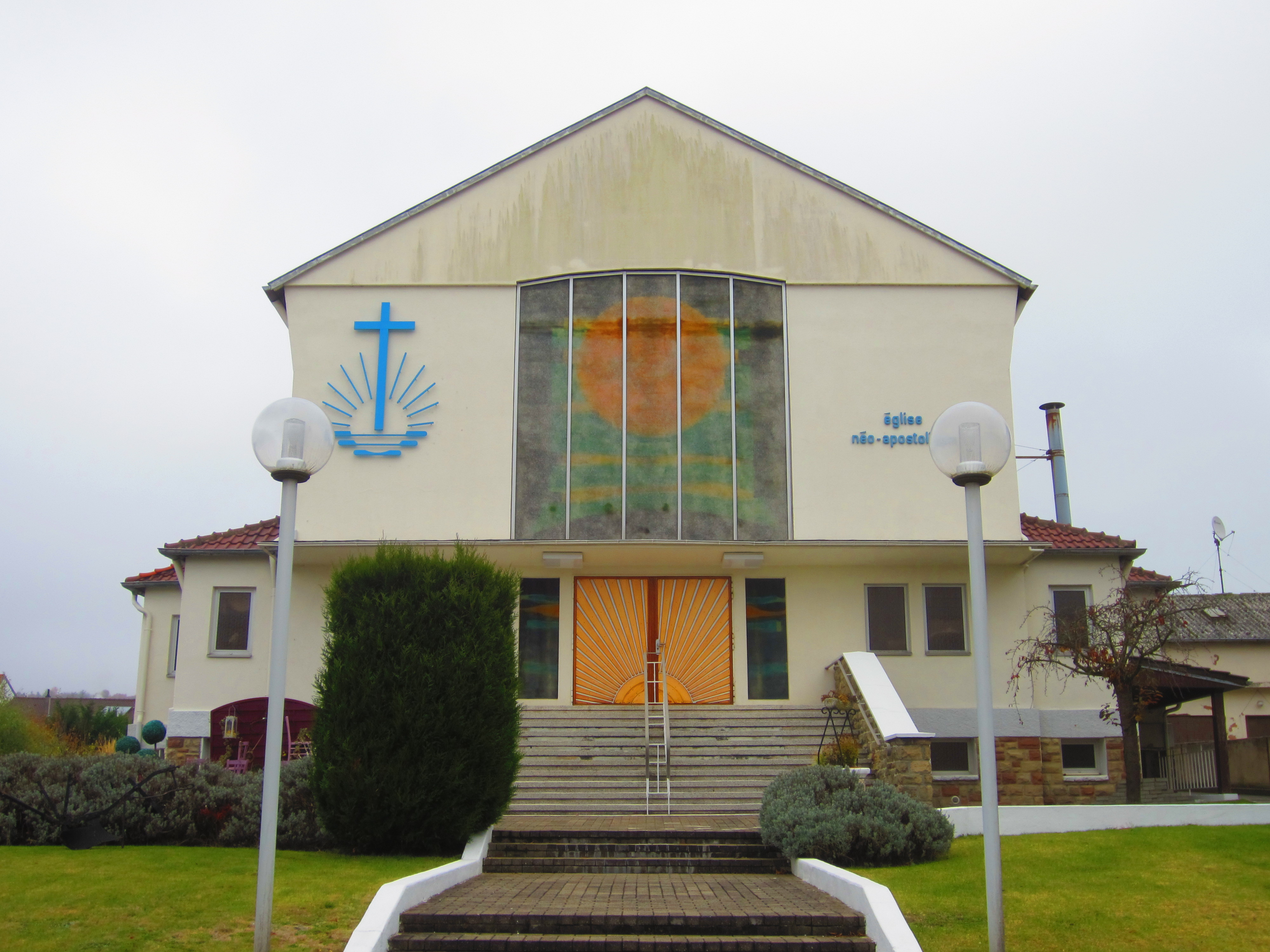
Église néo-apostolique à Merlebach.

### Équipements culturels
L'Espace Théodore Gouvy de Freyming-Merlebach, ouvert depuis avril 2017 se situe derrière la Mairie au 1 Place des Alliés.

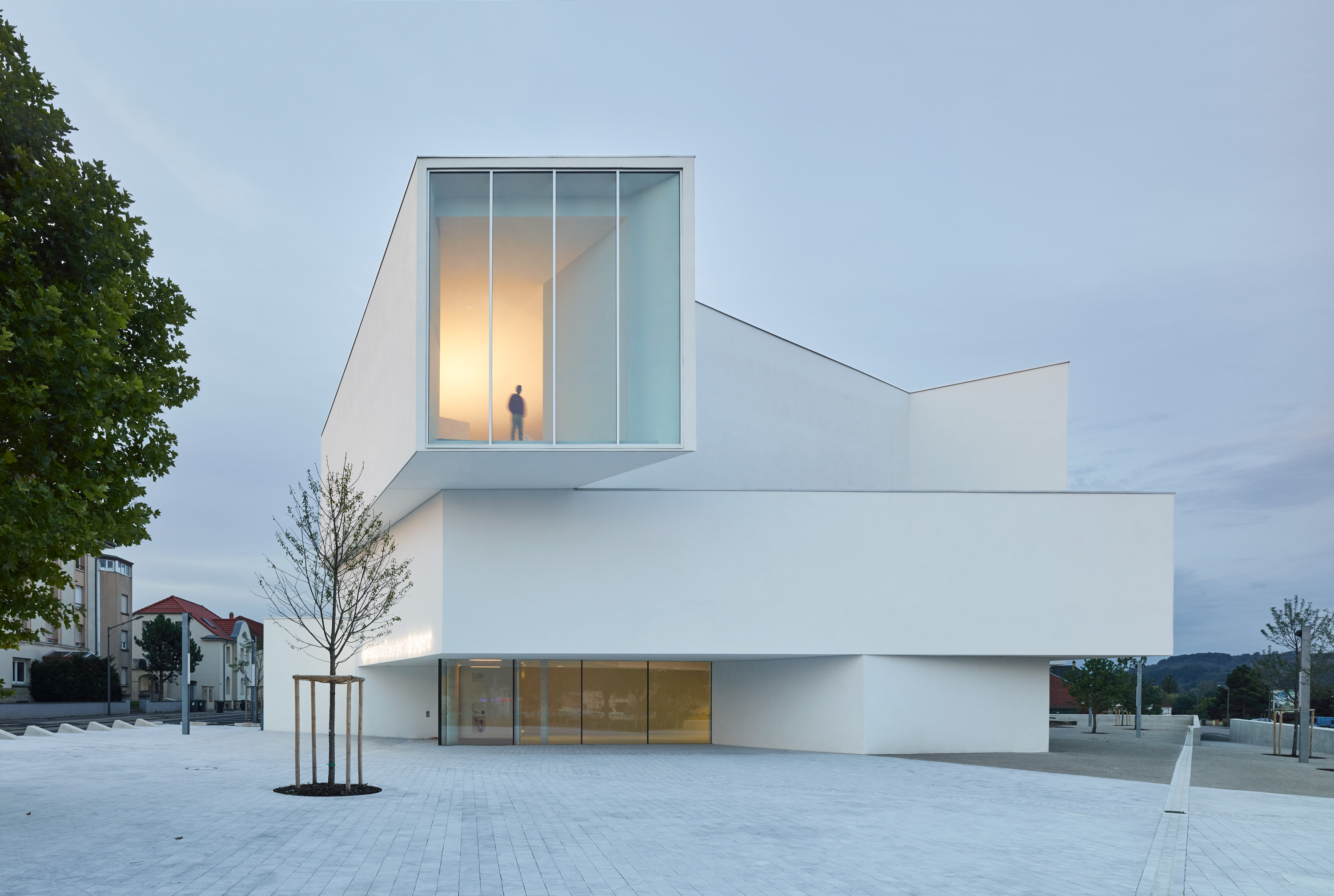
Espace Théodore Gouvy

La Maison des cultures et des frontières (bibliothèque prochainement[Quand ?] transformée en médiathèque, espace arts plastiques, espace scénique…) propose des spectacles de théâtre et des animations.
Le conservatoire de la commune comprend un auditorium et une salle de danse.
Orgues.
La commune dispose d'un complexe cinéma de dix salles.

### La carrière Barrois
Appelée aussi carrière de Freyming-Merlebach, elle est située entre les communes de Freyming-Merlebach, de L'Hôpital, de Saint-Avold et la forêt de Karlsbrunn le long de la frontière allemande. L'ancienne carrière de grès et de sable longe l'espace naturel de la forêt du Warndt classé Natura 2000 côté allemand. Elle est la plus grande de tout le bassin houiller lorrain. Elle est bordée côté sud de l'ancien terril de la mine de charbon de Sainte-Fontaine. Exploitée de 1920 à 2001 pour remblayer les vides laissés par l'exploitation charbonnière, elle se présente comme un profond canyon, long de 4,5 km et large de 850 m. Le fond est occupé par divers plans d'eau dus aux remontées de la nappe phréatique. La roche se présente comme un grès bigarré triasique friable. Après la fin de l'exploitation charbonnière dans le bassin houiller de Lorraine, le site a été mis en sécurité, renaturé par la société des Charbonnages de France de 2001 à 2004 et ouvert au public le 2 octobre 2010. La nature y reprend lentement ses droits.
La carrière permet la découverte de paysages surprenants le long de parcours aménagés. Plusieurs chemins, pistes cyclables, deux belvédères, 23 panneaux d'information permettent de découvrir la richesse de cet espace renaturé. La Directive Territoriale des Bassins Miniers Nord Lorrains précise que soit conservé un corridor écologique entre les forêts allemandes et françaises.
Le GECNAL (Groupement d'étude et de conservation de la nature en Lorraine) du Warndt y observe une faune et une flore protégée. Des espèces rares y trouvent refuge (sérotine de Nilsson, pélobate brun, crapaud vert, grand-duc d'Europe, blongios nain, butor étoilé…) dans les espaces humides, les falaises et les landes de sable à nu. On y observe des insectes rares (œdipode aigue-marine, agrion nain, sympétrum noir…). Des visites guidées y sont organisées par les associations locales et l'office du tourisme de Freyming-Merlebach.
Depuis les deux belvédères de Freyming-Merlebach et de L'Hôpital, impressionnante vue panoramique.
Divers accès sont possibles :
1. entrée par le chemin forestier par L'Hôpital, cité La Colline (le long de la frontière allemande) ;
2. entrée par la cité Sainte-Fontaine depuis la route départementale (D26) L'Hôpital - Freyming-Merlebach ;
3. entrée par la roseraie de Freyming-Merlebach, près de la cité Reumaux ;
4. entrée du quartier du Hochwald, près de l'hôpital de Freyming-Merlebach ;
5. entrée Warndt par la forêt en arrivant depuis l'Allemagne.

L'accès est interdit à tout véhicule à moteur, les espaces sont protégés. La carrière est ouverte au public, des visites guidées et des balades y sont organisées régulièrement avec l'office de tourisme.

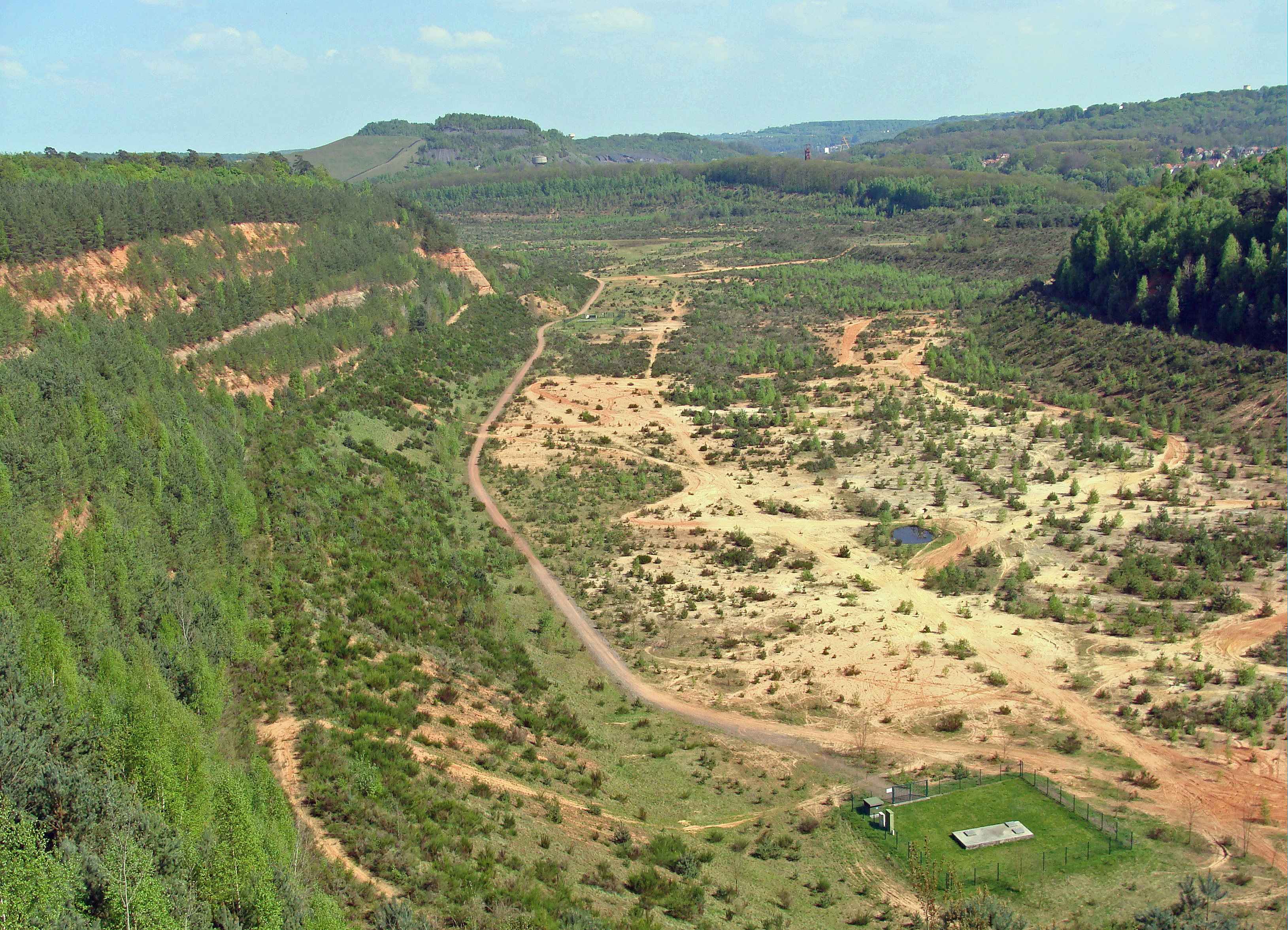
Carrière Barrois, vue générale prise du belvédère de L'Hôpital.
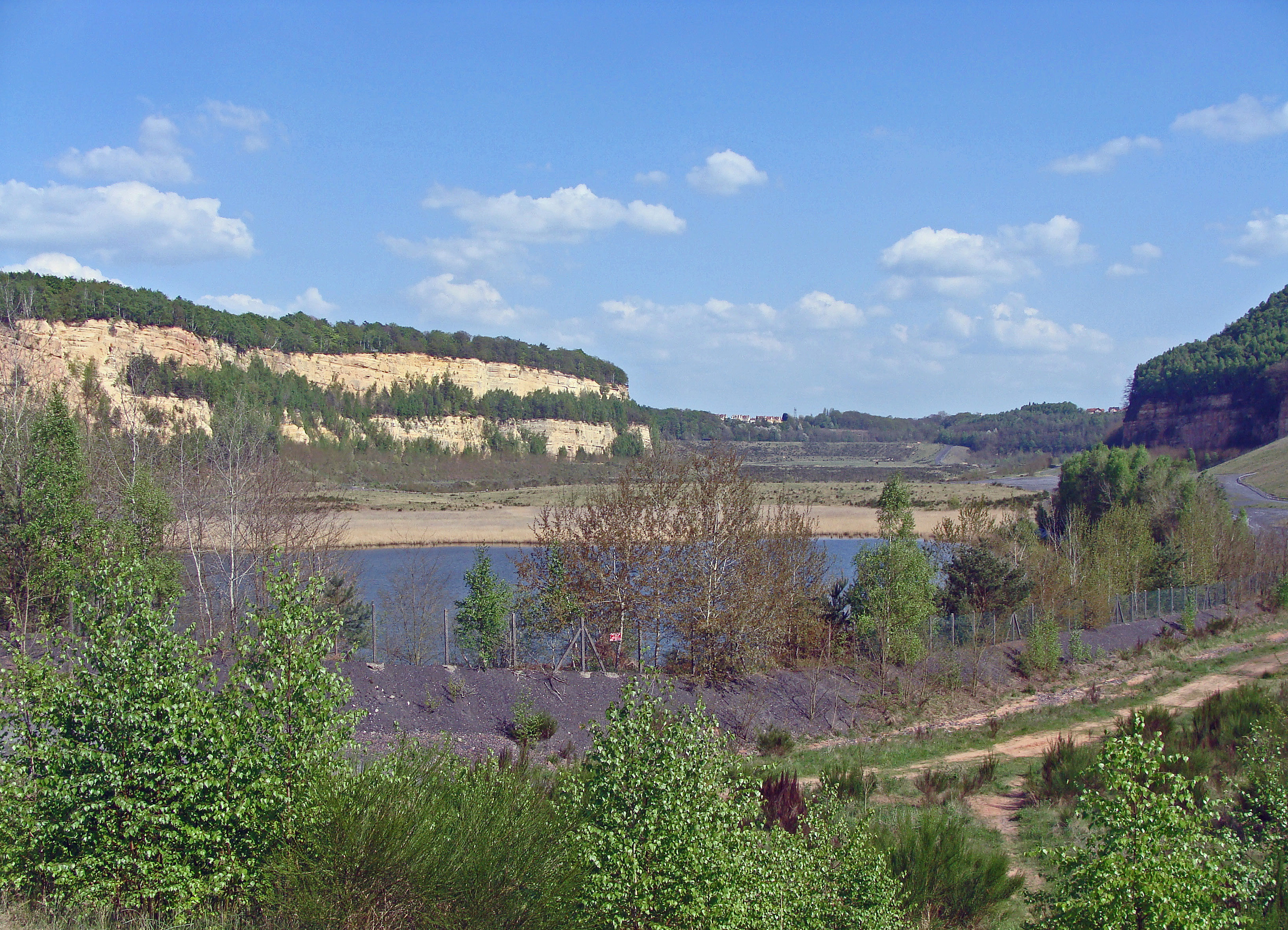
Carrière Barrois, plan d'eau et espaces naturels.
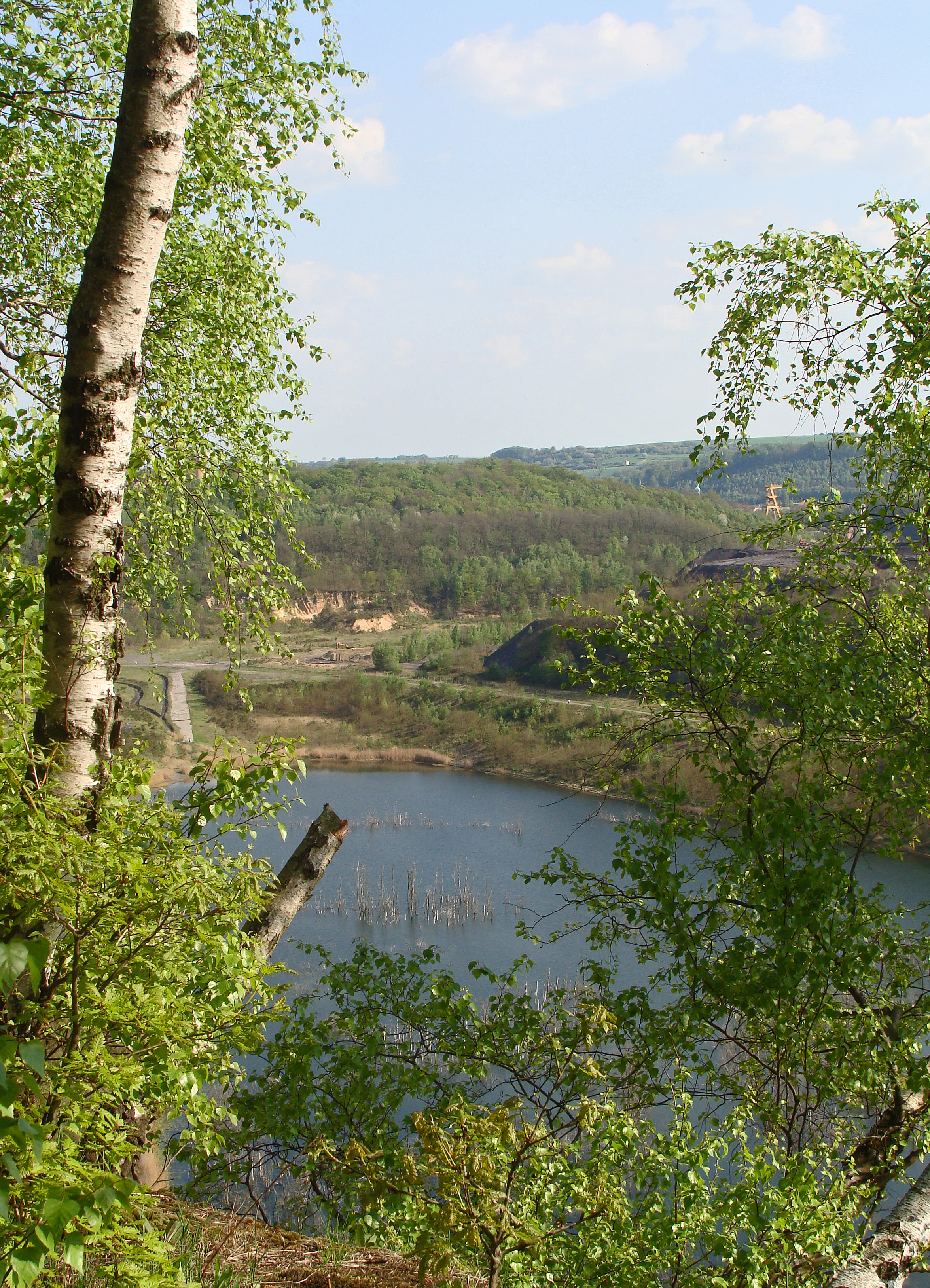
Carrière Barrois, vue vers Sainte-Fontaine.
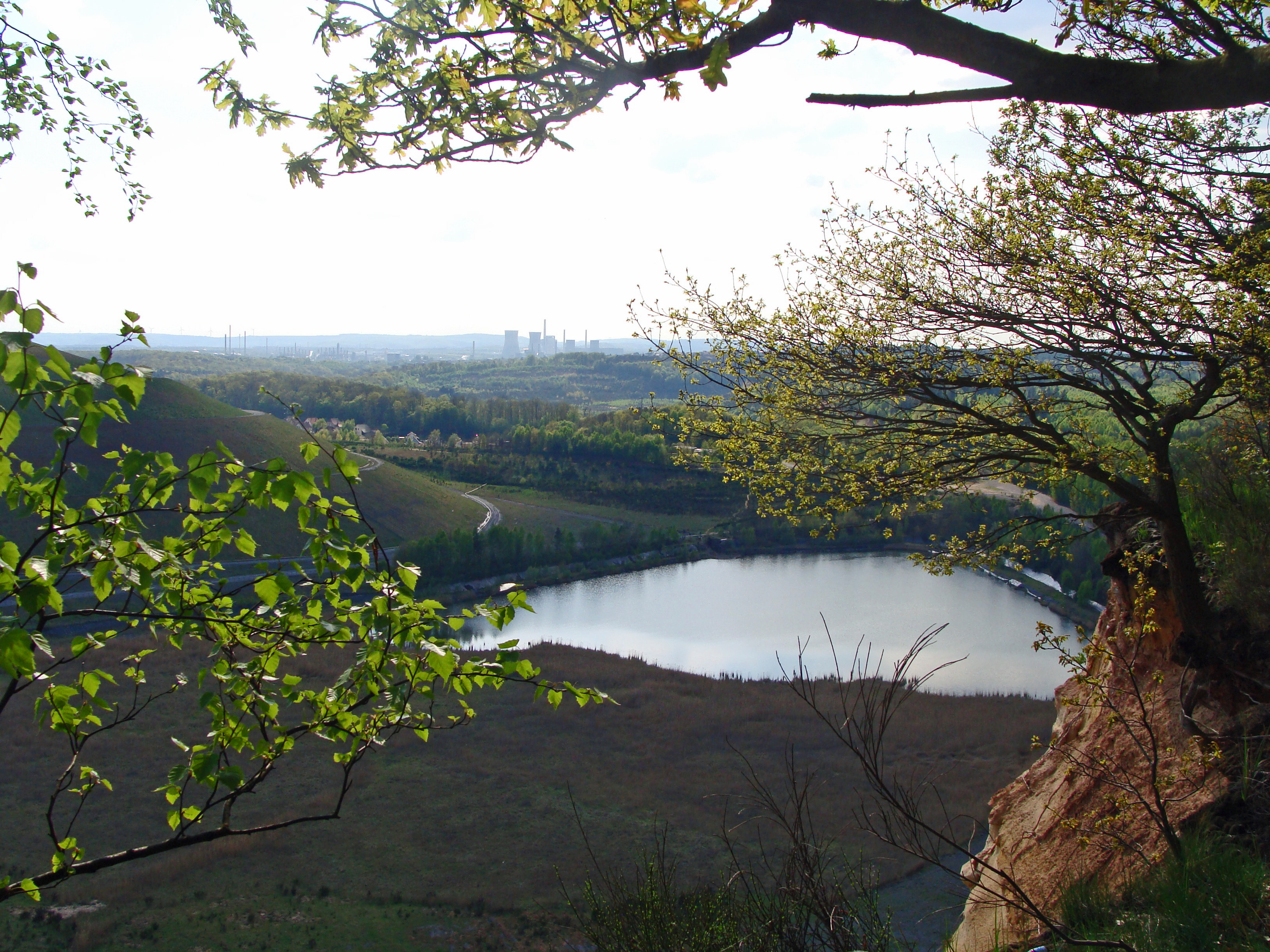
Carrière Barrois, vue vers Carling.

### Personnalités liées à la commune
- Jean-Pierre Conty (1917-1984), écrivain connu pour ses romans d'espionnage, né à Merlebach.
- Édouard Przybylski (1920-1993), Compagnon de la Libération[53]
- István Nyers (1924-2005), footballeur hongrois, né à Merlebach.
- Henri Atamaniuk (1944), footballeur, né à Freyming-Merlebach.
- Florent Emilio Siri (1965), réalisateur et scénariste, a été mineur à Freyming-Merlebach.
- Philippe Delacour (années 1970), organiste, né à Freyming-Merlebach.

### Héraldique
| Blason de Freyming-Merlebach | Blason  | Coupé au 1er de gueules à la lampe de mineur d'argent, allumée du champ, à senestre, au 2e parti au I de gueules à trois clous d'or, au II d'argent à la roche de pourpre terrassée de sinople ; à la fasce ondée d'azur brochant sur le coupé ; au franc quartier d'argent au lion de sable, armé et lampassé de gueules. |
| Blason de Freyming-Merlebach | Détails | Ce blason reprend les éléments des blasons de Freyming et de Merlebach. Adopté le 22 février 1972. |
| Blason de Freyming-Merlebach | Alias   | Coupé au 1er de gueules à la lampe de mineur d'argent, allumée du champ, à senestre, au 2e parti au I de gueules à trois clous d'or, au II d'argent à la roche de pourpre terrassée de sinople ; à la fasce ondée d'azur brochant sur le coupé ; au franc quartier d'argent au lion de sable, armé et lampassé de gueules. |

## Pour approfondir